# Yaxchilán
Yaxchilán (AFI: [ʝaʃtʃiˈlan], en maya: Pa'Chan) es una antigua ciudad de la cultura maya situada en la orilla del Río Usumacinta, en lo que hoy es el municipio de Ocosingo del estado de Chiapas en México. En el Período Clásico Tardío, Yaxchilán fue uno de los más poderosos estados mayas a lo largo del curso del Usumacinta, con Piedras Negras como su principal rival. Estilos arquitectónicos en los sitios subordinados en la región del Usumacinta demuestran claras diferencias que marcan un límite claro entre los dos reinos.
Yaxchilán fue un gran centro, importante durante el Período Clásico, y el poder dominante de la zona del Río Usumacinta. Dominaba sitios más pequeños tales como Bonampak y tuvo una larga rivalidad con Piedras Negras y al menos por un tiempo con Tikal y con Palenque con quien Yaxchilán encaró una guerra en el año 654.
El sitio es especialmente conocido por sus dinteles de piedra esculpidos en buen estado de conservación establecidos por encima de las puertas de las estructuras principales. Estos dinteles, junto con las estelas erigidas ante los principales edificios, contienen textos jeroglíficos que describen la historia dinástica de la ciudad. No obstante muchas de ellas fueron retiradas y llevadas a Inglaterra.

## Etimología
Los glifos emblema gemelos de Yaxchilán podrían hacer referencia a la fusión de dos estados o quizás a un gobierno conjunto, los epigrafistas piensan que el más prominente de los dos glifos emblema se lee Pa' Chan, que significa “Cielo Hendido”. Muy temprano el arqueólogo Désiré Charnay apodó a las ruinas como “Ciudad Lorillard” en honor de Pierre Lorillard quien contribuyo a sufragar los gastos de su expedición en la zona maya, mientras Alfred Maudslay la nombró "Menche". Teoberto Maler le dio su nombre actual, que significa “Piedras verdes" en lengua maya. Por algún tiempo, el emblema glifo fue leído como Siyaj Chan o “Cielo Nacido”.
t

## Localización
Yaxchilán se encuentra en la orilla sur del Río Usumacinta, en el vértice de un meandro en forma de herradura. Este bucle defiende el sitio en todos los lados excepto por un enfoque estrecho de la tierra desde el sur. El sitio se encuentra a 40 kilómetros río abajo de las ruinas de Piedras Negras, su principal rival y a 21 kilómetros de las ruinas de Bonampak. El sitio se encuentra en el municipio de Ocosingo, en el estado de Chiapas, en el lado mexicano de la frontera internacional con Guatemala, que sigue la línea del río. Está a 80 kilómetros río abajo del sitio maya Altar de Sacrificios.

## Biodiversidad
De acuerdo al Sistema Nacional de Información sobre Biodiversidad de la Comisión Nacional para el Conocimiento y Uso de la Biodiversidad (CONABIO) en el Monumento Natural Yaxchilán habitan más de 1,435 especies de plantas y animales de las cuales 158 se encuentra dentro de alguna categoría de riesgo de la Norma Oficial Mexicana NOM-059  y 15 son exóticas,

## Historia
Yaxchilán tiene sus orígenes en el Período Preclásico. Una gran parte de lo que se conoce de la historia de la ciudad durante el Período Clásico proviene de los textos jeroglíficos hechos por los gobernantes durante el Clásico Tardío, uno de los más importantes es la Escalera Jeroglífica 1. Algunas inscripciones retrospectivas parecen haber sido utilizadas para reescribir la historia dinástica de Yaxchilán antes de Escudo Jaguar II, que reinó desde 681 a la 742 a petición de Pájaro Jaguar IV. La ciudad-estado, entonces creció a una capital regional y la dinastía duró hasta principios del siglo IX.

### Clásico Temprano
La historia conocida de Yaxchilán se inicia con la entronización de Yoaat B'alam I (Progenitor Jaguar I), el 23 de julio 359. Fue el fundador de una larga dinastía, a veces descrito como el U Naah Tal Chum Ajaw (el primer señor sentado) y tomó el trono cuando Yaxchilán era todavía un sitio menor. Las inscripciones jeroglíficas que datan del Clásico Tardío describen una serie de guerras en el Clásico Temprano, entre la ciudad y sus vecinos. K'inich Tatb'u Cráneo I gobernó a principios del siglo V y fue el primero de los gobernantes de Yaxchilán en ser recordado por haber tomado como cautivo de guerra, al gobernante de Bonampak, Pájaro Jaguar (que no debe confundirse con los cuatro gobernantes de Yaxchilán que llevaban el mismo nombre), a los señores de Lakanmtuun y en el 537 al de Calakmul. La larga duración de la rivalidad con Piedras Negras ya había comenzado por el siglo V como las dos ciudades que luchaban por dominar la ruta comercial del Usumacinta. El gobernante Cráneo Luna cuyo nombre más que una referencia a la luna, es el deletreo de una palabra maya poco comprendida para Lanza dardos, se acredita con la obtención de una victoria sobre Piedras Negras en el año 460 y con la captura del rey enemigo, conocido solo como Gobernante A. Fue a mediados del siglo V, que Yaxchilán tuvo contactos formales con la gran ciudad de Tikal. Pájaro Jaguar II, el próximo gobernante de Yaxchilán, capturó un vasallo del rey de Piedras Negras alrededor del 478.
Jaguar Ojo de Nudo I fue un gobernante guerrero que fue recordado por la captura de los nobles de Bonampak, Piedras Negras y en el 508 de la gran ciudad de Tikal. En el 514, Jaguar Ojo de Nudo I fue tomado prisionero por el Gobernante C de Piedras Negras, tal como se representa en el Dintel 12 de esa ciudad, donde se muestra arrodillado ante el gobernante enemigo con sus muñecas atadas.
Su sucesor, K'inich Tatb'u Cráneo II, fue entronizado el 11 de febrero 526. Este gobernante es notable por la serie de dinteles tallados que encargó, incluyendo una lista dinástica que proporciona información sobre los primeros gobernantes de la ciudad. K'inich Tatb'u Cráneo II supervisó un renacimiento de la fortuna de Yaxchilán y capturó señores de Bonampak, Lacantún y, en particular, en el 537 al señor de Calakmul, una de las dos grandes potencias mayas del Período Clásico, así como la exitosa derrota sobre Tikal, la segunda gran potencia.
Poco se sabe de la historia de Yaxchilán a partir 537 al 629, aunque se sabe que cuatro gobernantes reinaron en este período y solo uno puede ser identificado plenamente: Jaguar Ojo de Nudo II es conocido por haber capturado el señor de Lacanjá en 564, uno de los pocos eventos que pueden ser identificados a partir de este período. Puede ser que la falta de una historia consignado para este largo periodo indica que Yaxchilán había caído bajo el dominio de un vecino más poderoso, como Piedras Negras, Palenque o Toniná, los cuales eran entidades políticas de gran alcance en la Cuenca del Usumacinta en este momento.

### Clásico Tardío
En el 629, Pájaro Jaguar III fue entronizado como gobernante de Yaxchilán. Entre el 646 y 647 capturó a un señor de un lugar aún no encontrado de nombre Hix Witz (que significa "Montaña Jaguar"), en alguna parte en el lado norte del Usumacinta. Yaxchilán alcanzó su máxima potencia durante los reinados de Escudo Jaguar II, y su hijo Pájaro Jaguar IV. [21] Escudo Jaguar II fue entronizado en octubre de 681 y gobernó durante más de sesenta años. Él fue referido a menudo en los textos jeroglíficos como Maestro de Aj Nik, en referencia a la captura de su primer cautivo antes de convertirse en gobernante, esta frase se une a su nombre en 32 ocasiones distintas. Durante el último tercio de su reinado fue responsable de un programa de construcción monumental que incluye la construcción de edificios magníficos con Dinteles ricamente talladas, Escaleras Jeroglíficas y Estelas talladas, transformando el centro de la ciudad. Durante su reinado, Yaxchilán se extendió para incluir los sitios cercanos de La Pasadita y El Chicozapote al noroeste de la ciudad. Al mismo tiempo los sitios de Lacanjá y Bonampak parecen haber estado bajo su dominio, aunque esta región estaba controlada por Toniná en el 715.
En el 689, relativamente al comienzo de su reinado, Escudo Jaguar II es recordado por haber capturado Aj Sak Ichiy Pat. En el 713 el capturó a Aj K'an Usja, el ajaw de B'uktunn, en cierto modo un sitio desconocido. En el 726, Yaxchilán fue derrotado por su rival Piedras Negras, un evento descrito en la Estela 8 de Piedras Negras. Un Sajal (señor subordinado) de Escudo Jaguar II fue capturado como producto de este evento. Es después de este período, más de cuarenta años durante el reinado de Escudo Jaguar II, que este se embarcó en su impresionante programa de construcción, esto puede indicar que en este momento Yaxchilán era capaz de ejercer su independencia de la hegemonía de los vecinos una vez potentes y reclamar una mayor independencia política y un control más lucrativo del comercio fluvial. En el 729, Escudo Jaguar II capturó a Aj Popol Chay, el señor de Lacanjá. Este evento, junto con las otras victorias del reinado de Escudo Jaguar II, se describe tanto en los textos jeroglíficos del Edificio 44 y también en una serie de estelas cerca del Edificio 41. Esta victoria sobre Lacanjá se compara con la victoria anterior del Jaguar Ojo de nudo II en contra de la misma ciudad. Del mismo modo, la captura de un señor de Hix Witz en el año 732 se compara con la victoria de Pájaro Jaguar III en el mismo sitio.
El 749, Yoaat B'alam II de Yaxchilán asistió a una ceremonia en honor al Gobernante 4 de Piedras Negras. Si Yoaat B'alam II fue gobernante de Yaxchilán en este momento, esto indicaría que era subordinado del gobernante de Piedras Negras. Este evento se ha grabado en el Panel 3 de Piedras Negras; no hay registros del reinado de Yoaat B'alam II en Yaxchilán, lo que indica que los registros fueron posteriormente destruidos si efectivamente había gobernado allí.
Pasaron diez años hasta la siguiente toma de posesión documentada del sitio, el hijo de Escudo Jaguar II, Pájaro Jaguar IV en el 752, demostró ser uno de los gobernantes más enérgicos del Clásico, creando una profusión de arte y arquitectura públicos durante su reinado de 16 años enfocados a una sola cosa la promoción continua de su propia legitimidad. Como varios gobernantes mayas, la mística de Pájaro Jaguar IV estaba estrechamente ligada a su imagen de guerrero, sin embargo la comprensión moderna de los textos muestran el bajo rango de la mayoría de las víctimas. El siguiente al trono fue Escudo Jaguar III, su fecha de ascensión se desconoce pero para febrero del 769 ya estaba en el poder. A principios de 790, Escudo Jaguar III supervisó la instalación de Chan Muwan II en Bonampak, y contrató a los artesanos Yaxchilanos para conmemorar los murales de la Estructura I (con el anterior Chan Muwan).
Poco después del 800 dio comienzo el reinado del último gobernante de Yaxchilán K'inich Tatb'u Cráneo III, su legado se restringe a un conjunto de dinteles dentro del pequeño Edificio 3 y una victoria sobre Piedras Negras. Sin embargo, estos triunfos fueron inútiles ya que el orden del clásico estaba agonizando, las evidencias arqueológicas sugieren de un abandono masivo de la ciudad poco después de concluir el Edificio 3, apareciendo simples casas habitación en la innecesaria Gran Plaza e incorporando monumentos rotos como la Estela 24, poniendo fin a un gobierno dinástico y la destrucción de la ciudad como capital.

### Historia Moderna

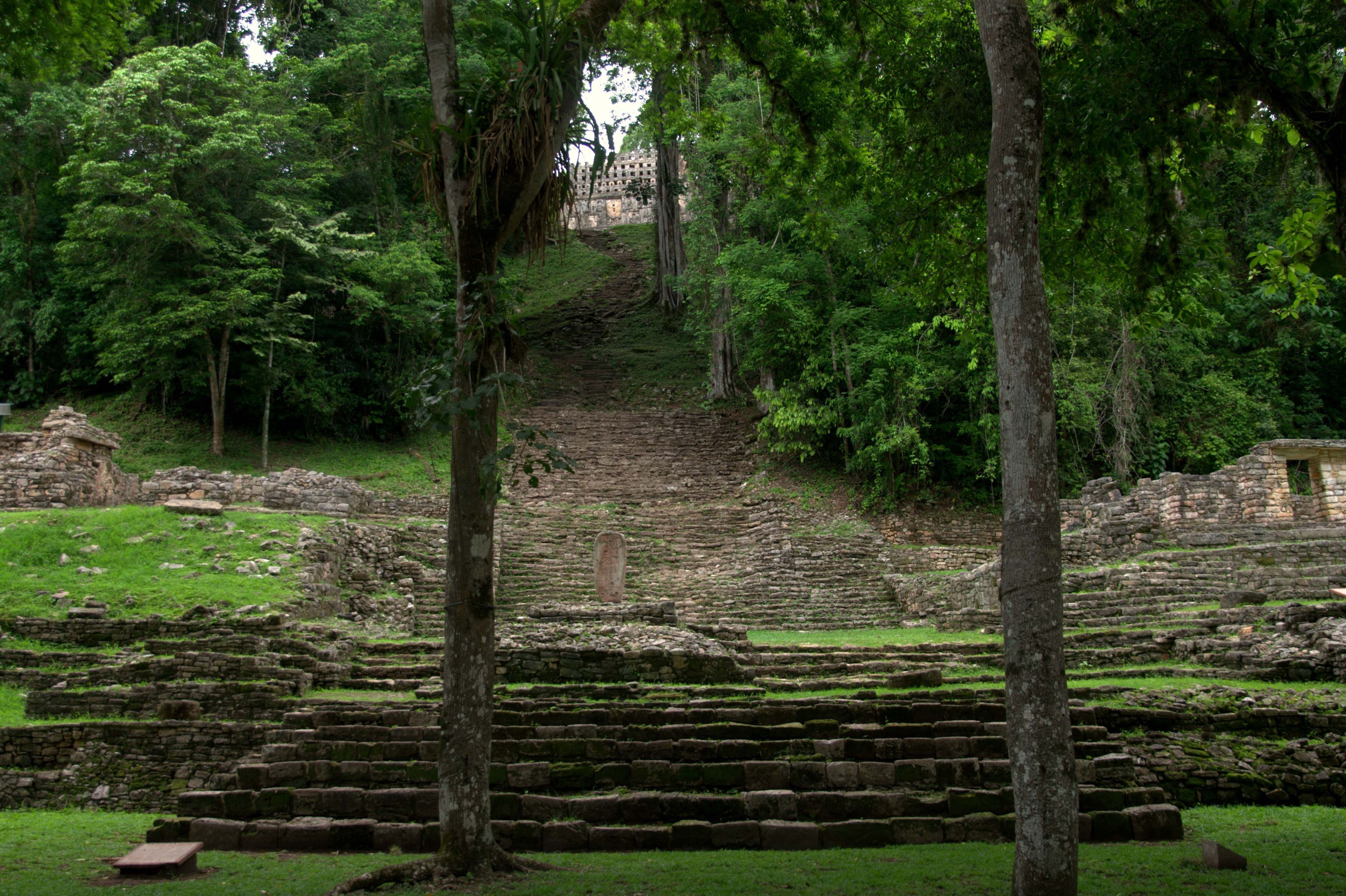
Vista de la Gran Plaza

La primera publicación que menciona el sitio parece haber sido una breve mención del coronel Juan Galindo gobernador del departamento del Peten en 1833 para ser publicado por la Royal Geographical Society. El profesor Edwin Rockstoh del Colegio Nacional de Guatemala visitó en 1881 y publicó otro corto reporte. Los exploradores Alfred Maudslay y Désiré Charnay llegaron aquí por cuestión de días el uno del otro en 1882, y publicaron reportes más detallados de las ruinas con dibujos y fotografías. El informe de Maudslay fue publicado por la Royal Geographical Society en 1883. En 1891 Gerónimo López de Llergo realizó un mapa topográfico del sitio abarcando la Gran Plaza y la Gran Acrópolis. Teoberto Maler visitó el lugar en varias ocasiones desde 1897 hasta 1900, con una descripción detallada en dos volúmenes de las ruinas y otros sitios cercanos, fue publicado por el Museo Peabody de la Universidad de Harvard en 1903.
En 1931 Sylvanus Morley dirigió una expedición a cargo del Instituto Carnegie, mapeando el sitio y descubriendo más monumentos. A partir de 1970, Ian Graham hizo numerosas visitas a Yaxchilán y registró las inscripciones allí. Estas inscripciones se publicaron a partir de 1977 en el Corpus of Maya Hieroglyphic Inscriptions por el Museo Peabody de la Universidad de Harvard.
La mayista Tatiana Proskouriakoff realizó un trabajo pionero sobre el desciframiento de la escritura maya usando las inscripciones de Yaxchilán, publicando en 1963 Historical Data in the Inscriptions of Yaxchilan Vol 1 y 2. Desde entonces Peter Mathews y otros han ampliado sobre sus primeros trabajos.
El Instituto Nacional de Antropología e Historia de México realizó una investigación arqueológica de Yaxchilán entre 1973 y 1985, para la ejecución del proyecto fue designado el arqueólogo Roberto García Moll. El INAH realizó trabajos de consolidación y conservación de la parte central del sitio a lo largo de más de diez temporadas de investigación, García Moll desarrollo uno de los proyectos más importantes en el área Maya, pionero en la metodología empleada en la conservación y exposición de sus edificios. Entre 1989 y 1990 los arqueólogos Daniel Juárez Cossío y Mario Pérez Campa continúan con las exploraciones arqueológicas.
Desde 1990 el proyecto La pintura mural prehispánica en México del Instituto de Investigaciones Estéticas de la Universidad Nacional Autónoma de México, se dedica al registro y estudio de los murales precolombinos, como los de Yaxchilán. Al igual que en otros sitios mayas del Período Clásico, Yaxchilán tuvo entre sus manifestaciones plásticas a la pintura mural, solo que en el caso de este sitio, como en el de muchos otros, esta no llegó en buenas condiciones hasta nuestros días por diferentes factores, sobre todo de tipo natural. Pero, aunque muy deteriorada y fragmentada, está presente desde sus primeras construcciones, como en el caso de la subestructura del Edificio 7 o bien en los Edificios 6, 7, 23, 33, 40, 42 y 44. El estilo de pintura mural a la que perteneció Yaxchilán está catalogada dentro de la tradición del Usumacinta.
Yaxchilán siempre ha sido de difícil acceso: hasta una época reciente no existían carreteras en un radio de 150 kilómetros. Los únicos accesos eran a mediante un largo viaje en bote o avioneta. Desde la construcción de una carretera limítrofe con Guatemala por el gobierno mexicano en los década de 1990, se ha hecho más accesible a la visita de turistas. Desde Palenque, se toma la Carretera Fronteriza del Sur, que va a Chancalá, que se desvía hacia Frontera Corozal, lugar cercano a Yaxchilán. Otra opción es la vía aéra, existiendo servicios de avionetas desde las ciudades de Palenque, Ocosingo y Comitán. Algunos mayas lacandones todavía hacen peregrinaciones a Yaxchilán para llevar a cabo los rituales a los dioses mayas.

#### Saqueo
La extracción de materiales arqueológicos ha sido descrita por los estudiosos mexicanos como un saqueo. El mencionado Alfred Maudslay extrajo seis dinteles entre 1882 y 1887, de ellos cinco permanecen en el Museo Británico y uno fue enviado al Museo etnológico de Berlín donde desapareció durante la IIGM. Para ello se sirvió de su contacto en México Gorgonio López. Posteriormente, a nivel nacional, el propio Museo Nacional de Antropología de México retiro nueve dinteles y tres estelas para su inauguración en 1964, aunque devolvió una de ellas a Yaxchilán en 1981.

## Zona arqueológica
Dentro del área nuclear del sitio, hasta el momento han sido identificados 120 edificios de diversos tipos y funciones. Yaxchilán es conocida por la gran cantidad de excelentes esculturas en el sitio, como las estelas monolíticas talladas y la narrativa de los relieves de piedra tallados en dinteles que atraviesan las puertas del templo. Alrededor de 50 edificios son los que actualmente pueden ser visitados, distribuidos en tres conjuntos mayores la Gran Plaza, la Gran Acrópolis y la Pequeña Acrópolis los tres conjuntos están conectados entre sí a través de escalinatas, rampas y terrazas. La Pequeña Acrópolis ocupa la parte más alta del sitio. El sitio está alineado con relación al Río Usumacinta, a veces causando una orientación no convencional a las grandes estructuras, como los dos juegos de pelota.

### Estructuras

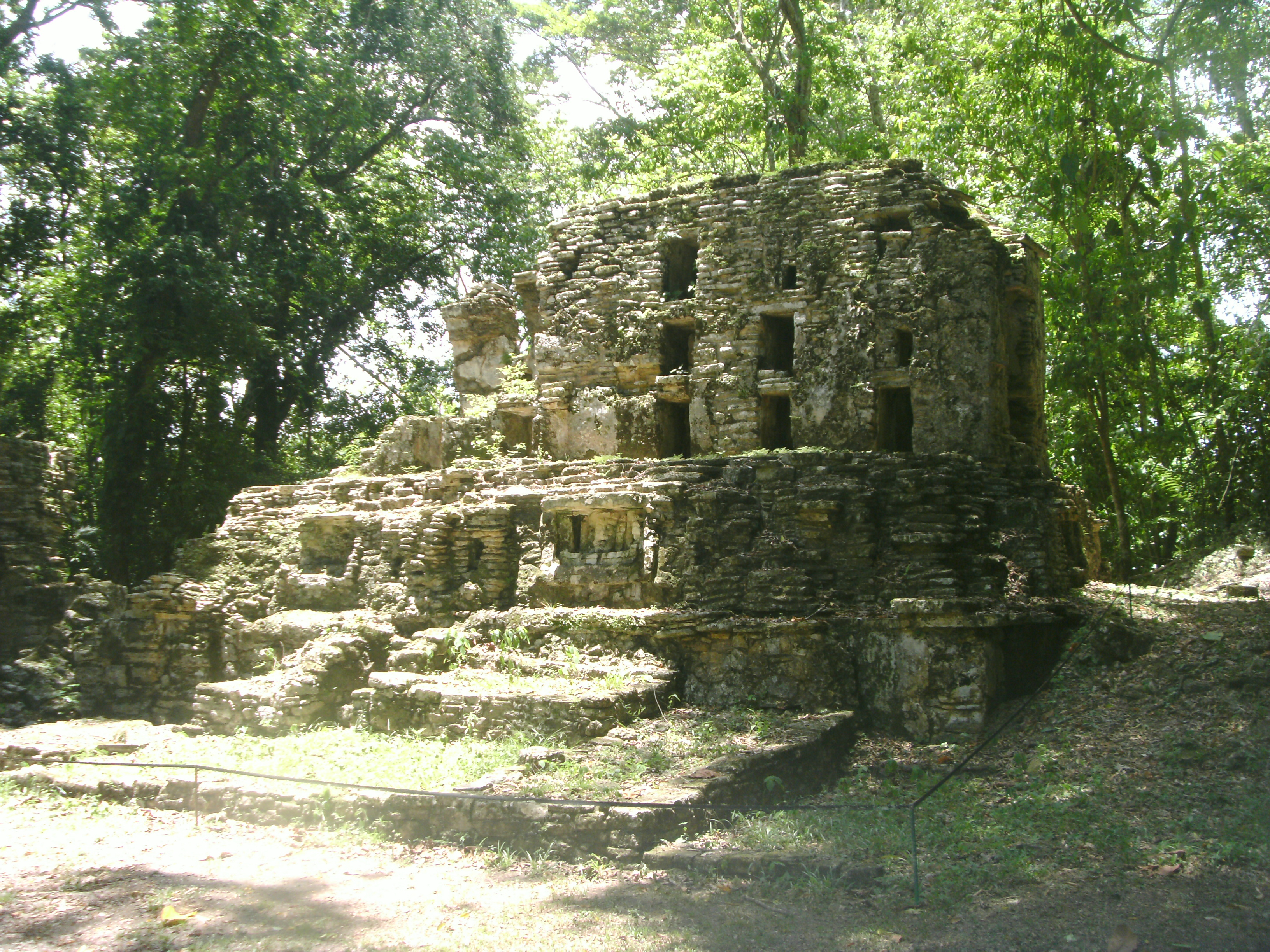
Edificio 6

Edificio 6 está cerca de la plaza principal de la ciudad. Se encuentra en un buen estado de conservación y cuenta con seis entradas, tres mirando a la plaza y tres mirando al río. Las puertas que se abren a la plaza fueron bloqueadas en la antigüedad y las nuevas puertas fueron cortadas en los lados de la estructura. La fachada del edificio frente a la plaza tiene un friso que sobrevive con una escultura de una cabeza. La estructura cuenta con un techo de crestería que sobrevive y se cree que data del Clásico Temprano.
Edificio 7 está al lado del Edificio 6, pero está en un estado mucho más pobre de conservación, teniendo colapsado el techo abovedado. Esta estructura también tenía puertas que encaraban tanto al río como la Gran Plaza.
Edificio 8 se encuentra en la Gran Plaza en frente del Edificio 7 y divide la plaza en secciones noroeste y sudeste.
Edificio 9 es un montículo sin restaurar al noroeste del Edificio 7, la Estela 27 se encuentra frente a él.
Edificio 10 comparte una plataforma en forma de L con los Edificios 13 y 74, en la Gran Plaza. La estructura cubre la fachada noroeste del Edificio 13 y sustituye una tercera parte del 74 contiene una serie de dinteles jeroglíficos que describe el nacimiento y la adhesión de Pájaro Jaguar IV.
Edificio 12 es una pequeña estructura en la Gran Plaza cerca del río y de uno de los juegos de pelota. Contenía ocho dinteles que data de principios del siglo VI. Los dinteles registran nueve generaciones de gobernantes de la ciudad. Los dinteles fueron encargados por K'inich Tatb'u Cráneo II, su posición original es desconocida, siendo reacomodados en el Edificio 12 en el siglo VIII por Pájaro Jaguar IV. Algunos de los dinteles permanecen en su lugar.
Edificio 13 se apoya en una plataforma en forma de L en la Gran Plaza, junto con las Estructuras 10 y 74, presenta crestería al centro de la cubierta y tuvo dinteles de madera que con el tiempo fueron sustituidos por los dinteles de piedra en la estrada suroeste se encuentra el Dintel 50.
Edificio 14 es el juego de pelota al noroeste, se encuentra en la Gran Plaza. Se encontraron cinco marcadores de juego de pelota esculpidos aquí, tres de los cuales fueron alineados en el área de juego y uno en cada una de las plataformas a cada lado, además otro de los marcadores de juego de pelota se retiró del sitio encontrándose roto y erosionado, cronológicamente los marcadores se sitúan de los años 742-746 lapso que corresponde a la Regencia Femenina.
Edificio 16 está cerca del juego de pelota al noroeste. Es un edificio de planta cuadrangular con dos crujías paralelas en su interior, mismas que estuvieron cubiertas con una bóveda. Originalmente poseía solo tres vanos de acceso, pero en una modificación posterior se agregaron dos reducidas habitaciones en el extremo norte. Contiene los Dinteles 38 hasta 40, que se han vuelto a poner en su posición original.
Edificio 17 esta estructura es un sencillo edificio compuesto por una sola crujía abovedada con un vano de acceso, presenta por lo menos dos etapas constructivas mismas que deformaron su proporción arquitectónica quedando el pequeño templo semicubierto por la plataforma que lo rodea. Las evidencias encontradas parecen indicar que fue un Temazcal.

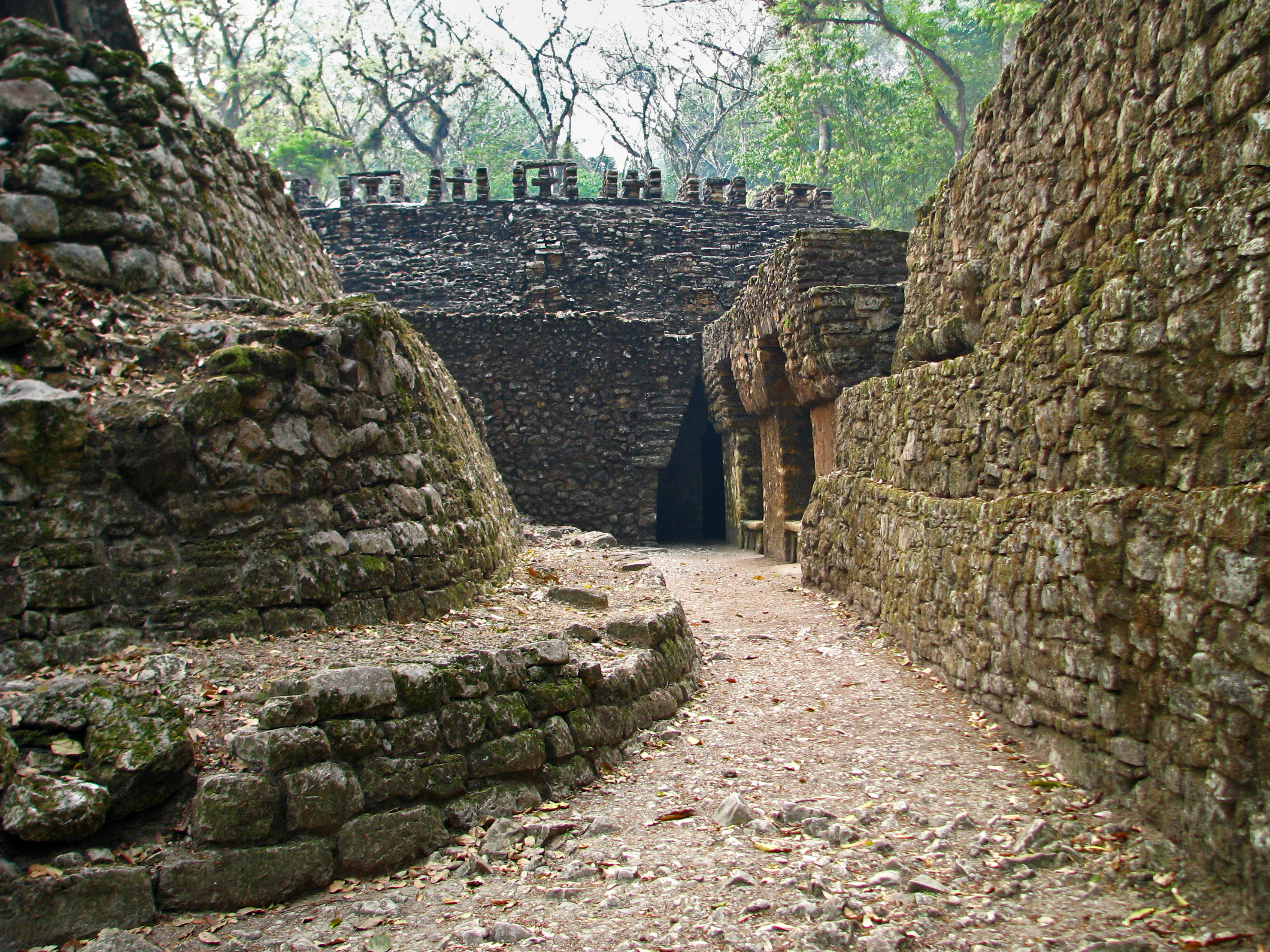
El laberinto

Edificio 18 ubicado en el extremo noroeste de la Gran Plaza compartiendo espacio con los Edificios 77 y 78 dispuestos alrededor de una pequeña plaza abierta, posee esquinas remetidas en cada uno de sus cuerpos y sobre el paramento inclinado del cuerpo flanqueando la escalinata, se colocaron grandes mascarones modelados en estuco, con representaciones del rostro de Kin, el Sol. Alrededor del 740 los tres edificios y la pequeña plaza al centro fueron cubiertos por una amplia plataforma de 8 metros quedando visible solo la porción superior del basamento.
Edificio 19 es también conocido como el Laberinto. Se encuentra en el borde occidental de la Gran Plaza. La estructura es un templo con habitaciones repartidas en tres niveles, conectados por escaleras interiores. La fachada del templo tiene cuatro puertas, con tres nichos entre ellas del tamaño de una puerta. Frente a su fachada principal se sitúa el Altar 1 único monumento escultórico asociado a este edificio.
Edificio 20 se encuentra en la Gran Plaza y tiene tres habitaciones. Las tres puertas a esta estructura, una vez soportaron los Dinteles 12, 13 y 14, aunque solo dos permanecen actualmente. Un pequeño monto de la crestería del edificio aún queda, y el techo inclinado todavía tiene frisos que sobreviven contenidos en los nichos. El Edificio 20 fue excavado por Ian Graham en 1982, durante las excavaciones la Escalera Jeroglífica 5 fue encuentra frente al edificio, fue enterrada de nuevo con el fin de conservarla.
Edificio 21 se encuentra en una terraza por debajo de los Edificios 25 y 26, es el resultado de por lo menos tres etapas constructivas agregando a los extremos los Edificios 73 y 89. Los tres dinteles de las puertas en esta estructura fueron los Dinteles 15 a 17, aunque fueron removidos en el siglo XIX y ahora se encuentran en el Museo Británico de Londres. El Edificio 21 fue excavado en 1983. El techo abovedado de la estructura colapso poco antes de 1882, llenando las habitaciones con escombros que han sido removidas actualmente, descubrimiento varios monumentos importantes, incluyendo la Estela 35 y sobre el muro detrás de las estela una escena con cinco personajes sentados, modelada en estuco, así mismo se conservan restos de tres deidades y glifos. Los colores eran rojo, vede, amarillo, negro y azul maya.
Edificio 22 está en una terraza de la Gran Plaza. En este edificio se puede observar por lo menos tres etapas constructivas sin que la estructura original haya sufrido modificaciones significativas en su aspecto formal. La planta es rectangular, sumamente estrecha y aloja una sola crujía. La cubierta del edificio, actualmente desaparecida, solo conserva alguna de las piezas pertenecientes a la cornisa; estas consistes en losas de roca caliza de grandes dimensiones sobre los cuales se apoyaban los paramentos para el segundo cuerpo en la parte exterior y para la bóveda en el interior. Sobre los cinco vanos de acceso se encontraban los Dinteles 18 al 22, aunque el Dintel 18 actualmente se encuentra en el Museo Nacional de Antropología en Ciudad de México.

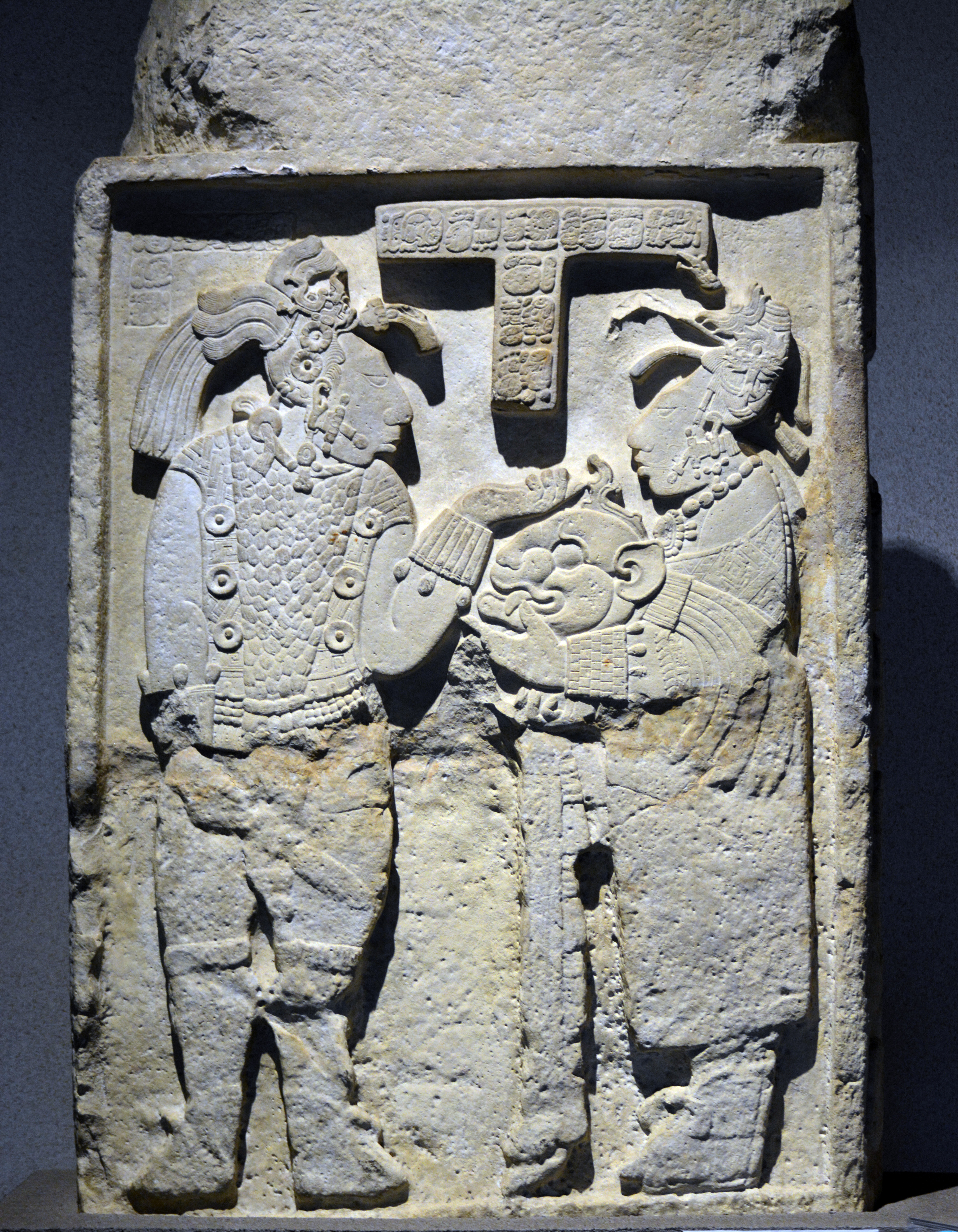
Dintel 26

Edificio 23 se encuentra en la Acrópolis Central, con vistas a la Gran Plaza. Fue construido durante el reinado de Escudo Jaguar II y es especialmente significativo porque era la primera construcción importante llevada a cabo después de un lapso de 150 años. El Edificio 23 está dedicado a la Señora K'ab'al Xook, una de sus esposas. Originalmente tenía tres dinteles fijados por encima de sus puertas que parecen marcar la refundación de Yaxchilán, en un esfuerzo para reforzar el linaje y el derecho de gobernar de Escudo Jaguar II. Los Dinteles 24 y 25 se retiraron a finales del siglo XIX y ahora están en el Museo Británico, mientras que el Dintel 26 se encuentra en el Museo Nacional de Antropología en Ciudad de México. Esta serie de dinteles están entre los mejores escultura en relieve que sobrevive en la región maya.
Edificio 24 se encuentra en una terraza cerca de la Gran plaza, todavía tiene dinteles esculpidos en su lugar.
Edificio 25 se encuentra en la Gran Acrópolis cerca del Edificio 33. No se ha excavado o restaurado, aunque tiene intacta algo de su bóveda.
Edificio 26 se encuentra al lado del Edificio 25 en la Gran Acrópolis y no ha sido excavada. Es al menos la mejor conservada de las dos estructuras.
Edificio 30 se encuentra en la Acrópolis Central, tiene tres puertas que dan a la Gran Plaza La estructura cuenta con dos salas paralelas con bóvedas bien conservada.

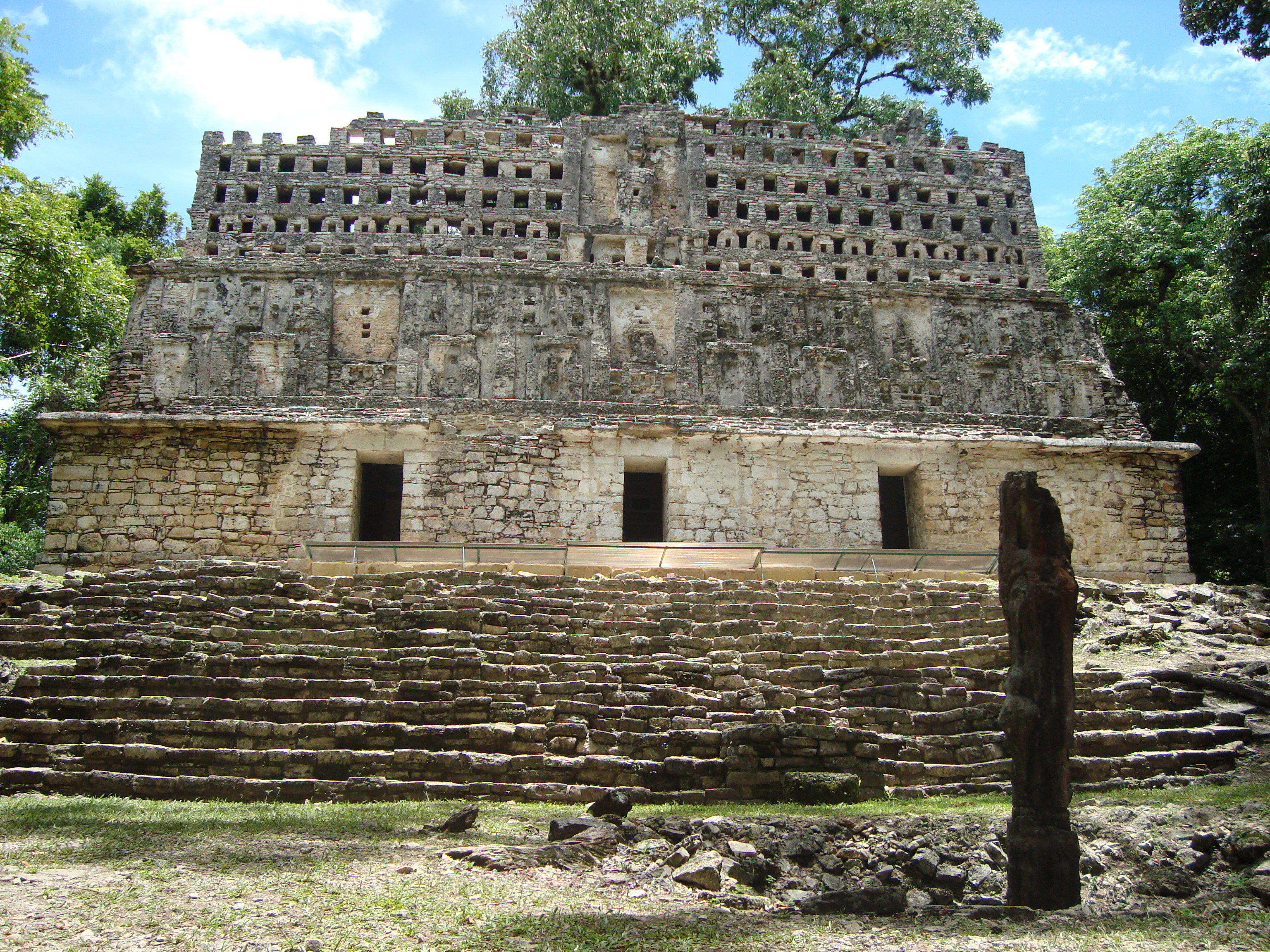
Edificio 33 en la Gran Acropolis

Edificio 33 de la Gran Acrópolis, ha sido descrito como una obra de arte en piedra fue dedicado en el año 756 por Pájaro Jaguar IV. La estructura se levanta sobre una colina a 40 metros sobre el nivel de la Gran Plaza teniendo vista al río y habría sido importante para el tráfico fluvial en el siglo VIII, hay una escalera monumental que conduce de la Gran Plaza a una pequeña explanada donde hay un adoratorio con la Estela 2. El Edificio 33 es de planta rectangular construido sobre un montículo con una escalera en la parte frontal de los cuales el escalón más alto está esculpido, este escalón es conocido como la Escalera Jeroglífica 2. Tiene paredes de baja planicie con tres puertas, cada una de las cuales soporta un dintel en muy buen estado de conservación (Dinteles 1 a 3). En el centro de la pared posterior de la estructura, frente a la puerta central, en un nicho contiene la escultura sin cabeza de una figura humana, probablemente el mismo Pájaro Jaguar IV. El techo de la estructura está en gran parte intacto, incluye un techo abovedado que soporta un friso y una crestería bien conservada. Hay nichos en ambas partes de la crestería y los frisos, los nichos en la crestería contienen los restos de una figura esculpida. En ambas secciones del techo una vez estuvieron decorados con estuco.
Edificio 39 ha sido restaurado y se encuentra dentro de la Pequeña Acrópolis Tiene tres puertas escalonadas que se abren a una habitación individual, de forma irregular. Los restos de la crestería sobreviven, con espigas que una vez apoyaron decoración de estuco.
Edificio 40 está flanqueado por los Edificios 39 y 41. Se ha restaurado y también tiene tres puertas que conducen a una habitación individual y los restos de una crestería perforada. La habitación tiene los restos de murales que una vez cubrieron todas las paredes interiores. Las Estelas 12 y 13 estuvieron de pie delante del Edificio 40 y la Estela 11 una vez estuvo entre ellos.
Edificio 41 también ha sido restaurado. Al igual que las otras dos estructuras en la Pequeña Acrópolis, cuenta con tres entradas que conducen a una habitación individual. No está tan bien conservado como los Edificios 39 y 40 y gran parte de la bóveda se ha derrumbado. Una fracción del friso de estuco de la escultura puede datar del año 740, el aniversario del tercer K'atun bajo el gobierno de Escudo Jaguar II. La puerta central esta escalonada y la pared frontal han sido reforzadas. Es una de las tres estructuras principales en lo alto del mirador más alto de la ciudad y de una serie de estelas se puso en frente de ella que describe las campañas militares de Escudo Jaguar II.
Edificio 42 se encuentra en la Pequeña Acrópolis. La estructura contiene los Dinteles del 41 al 43, estando solo in situ el Dintel 42, representan los esfuerzos de Pájaro Jaguar IV para consolidar el poder, emulando los eventos llevados a cabo por su padre Escudo Jaguar II.
Edificio 44 se encuentra en la Pequeña Acrópolis. Este templo fue construido por Escudo Jaguar II y se dedicó alrededor del año 732. Los textos esculpidos de este edificio proporcionan una cuenta del resurgimiento de la ciudad del siglo VIII. El Dintel 44 se encuentra en la entrada sureste, en Dintel 45 al centro y el Dintel 46 en la noroeste además en cada entrada se encuentran dos escalones con inscripciones jeroglíficas: Escalón I y II en la entrada sureste, Escalón III y II al centro y Escalón V y VI en la noreste aunque hoy están cubiertos para su conservación.
Edificio 67 es el juego de pelota sureste, situado en la Gran Plaza.
Edificio 74 comparte una plataforma en forma de L con los Edificios 10 y 13, en la Gran Plaza. Consta de dos crujías paralelas con fachas hacia la Gran Plaza y al río, entre el Edificio 74 y el río está el Edificio 11.
Edificio 77 ubicado en el extremo noroeste de la Gran Plaza compartiendo espacio con los Edificios 18 y 78 dispuestos alrededor de una pequeña plaza abierta, posee esquinas redondeadas en cada uno de sus cuerpos, tuvo mascarones en estuco con el rostro de Kin, el Sol. Alrededor del 740 los tres edificios y la pequeña plaza al centro fueron cubiertos con una plataforma de 8 metros quedando visible solo la porción superior de los basamentos.
Edificio 78 ubicado en el extremo noroeste de la Gran Plaza compartiendo espacio con los Edificios 18 y 77 dispuestos alrededor de una pequeña plaza abierta, posee esquinas remetidas en cada uno de sus cuerpos.

### Monumentos

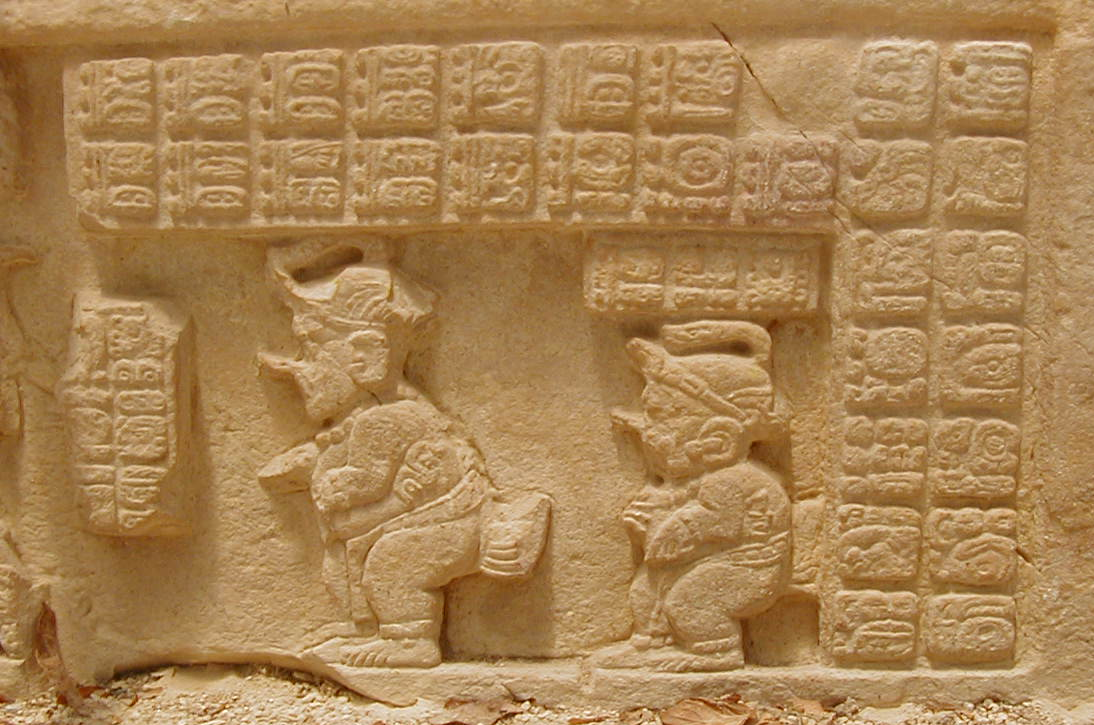
Escalera Jeroglífica 2, sección del Escalón VII

#### Escaleras Jeroglíficas
Escalera Jeroglífica 1 conduce al Edificio 5 en la Gran Plaza. Tiene seis bandas esculpidas que consta de diversos bloques tallados, muchos de los cuales están fuertemente erosionadas.
Escalera Jeroglífica 2 es la canalización vertical del escalón superior que conduce a al Edificio 33. Se compone de 13 bloques esculpidos, numerados de izquierda a derecha como Escalón I a XIII. Los escalones VI, VII y XVIII están muy bien conservados y muestran a Pájaro Jaguar IV, su padre y su abuelo jugando con pelotas simbólicas, hechas con los cuerpos atados de sus prisioneros. El tablero del propio Pájaro Jaguar es importante porque contiene la única descripción superviviente del mito de Ux ahal, las tres victorias. En esta historia descansa el concepto medular del juego de pelota, dando su nombre a canchas y escaleras asociadas tan lejanas como las de Toniná y Copán. Narra la decapitación de tres personajes (tal vez dioses del inframundo) en el pasado remoto, una versión de esta historia sobrevive en el Popol Vuh.

#### Dinteles
Dintel 1 está por encima de la puerta este del Edificio 33 en la Gran Acrópolis. Representa a Pájaro Jaguar IV acompañado por su esposa la Señora Gran Cráneo.
Dintel 2 se encuentra por encima de la puerta central del Edificio 33. Muestra a Pájaro Jaguar IV acompañado por su hijo y heredero, Escudo Jaguar III, ejecutando una danza de “cetro ave” en el año 757.
Dintel 3 está por encima de la puerta oeste del Edificio 33. También muestra a Pájaro Jaguar IV, esta vez acompañado por un aliado.
Dintel 9 el texto habla de una ceremonia ritual celebrada el 16 de junio del 768 durante el solsticio de verano, muestra a Pájaro Jaguar IV y al Señor Gran Cráneo ricamente ataviados. El gobernante es mencionado con los títulos de: el captor de Ah Kuk, el señor de los veinte prisioneros, el gobernante sagrado de Yaxchilán. Actualmente se encuentra en el Museo Nacional de Antropología en Ciudad de México.
Dintel 10 es el último monumento conocido en Yaxchilán, que data de 808. A través de lo que podría ser una narración de guerra describe la captura del último rey de Piedra Negras, Gobernante 7 a manos de K’nich Tatb’u Cráneo III.
Dintel 11 enlista los primeros diez gobernantes de Yaxchilán y sus cautivos más notables, data del 550.
Dintel 12 se fijó inicialmente en el Edificio 20 en la Acrópolis Central y aunque los textos glíficos están erosionados, analizando otras inscripciones cercanas sabemos que el 9 de noviembre del 575 Pájaro Jaguar IV se vistió como dios solar del inframundo tal como lo indica el ornamento que enmarca su ojo y se trenza a la frente y porta una lanza en su mano derecha, de pie en el extremo izquierdo se encuentra un subalterno y arrodillados están cuatro prisioneros atados. Ahora se encuentra en el Museo Nacional de Antropología en Ciudad de México.

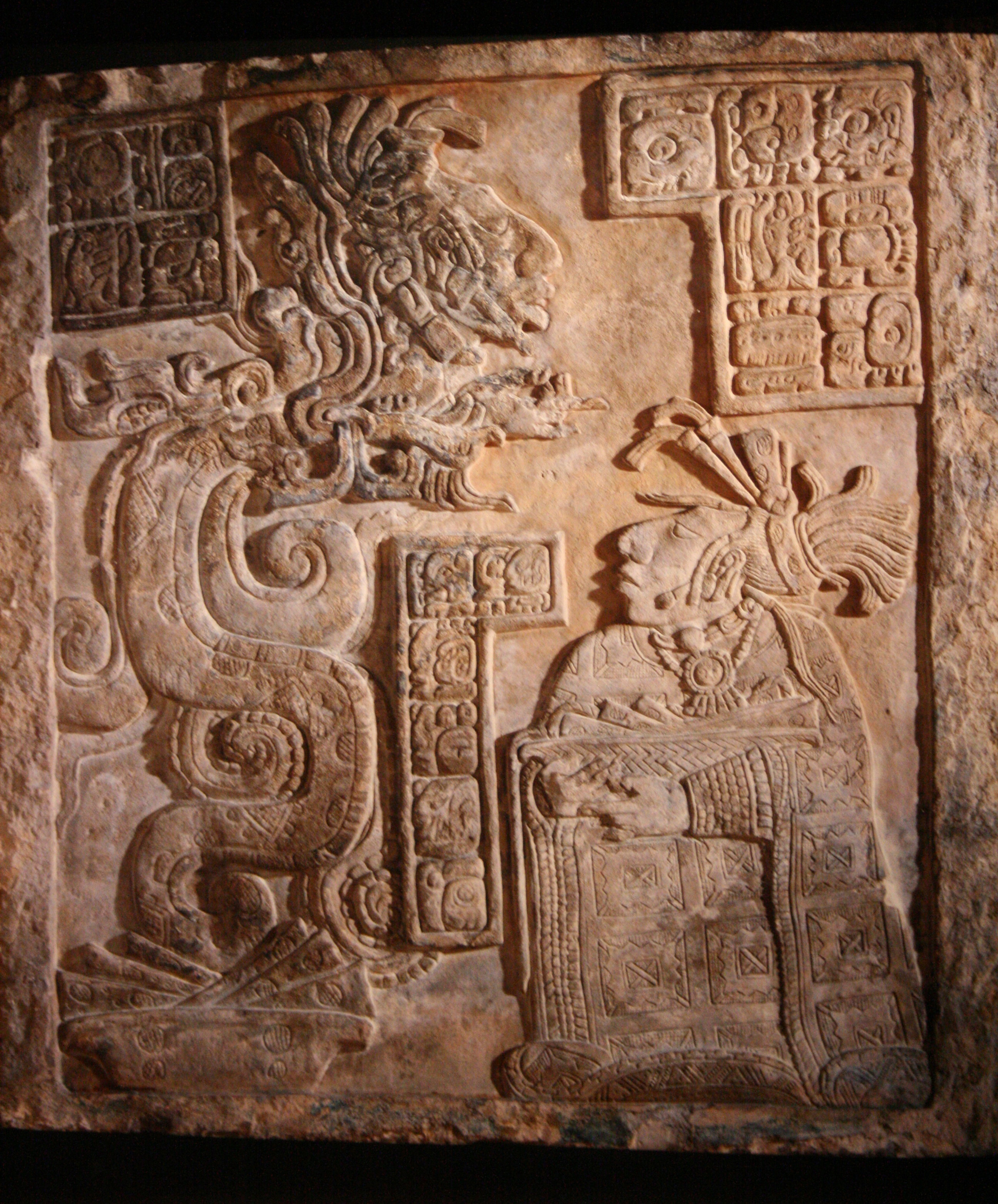
Dintel 15

Dintel 13 está por encima de la entrada del Edificio 20. Se había caído cuando el techo del edificio se derrumbó, pero ya se ha restablecido. La escena muestra a los padres de Escudo Jaguar III la Señora Gran Cráneo y Pájaro Jaguar IV conmemorando su nacimiento con una ceremonia de la Serpiente Visión.
Dintel 14 está situado por encima de una puerta del Edificio 20 muestra también a los padres de Escudo Jaguar III en otra ceremonia de autosacrificio.
Dintel 15 originalmente se extendió sobre una puerta del Edificio 21, fue robado junto con los Dinteles 16 y 17 por Gorgonio López, a iniciativa de Alfred Maudslay para el Museo Británico entre 1982 y 1983. Fue tallado en piedra caliza y se encontraba originalmente por encima de la puerta sureste de la habitación central. El Dintel 15 representa a la Señora Wak Tuun, una de las esposas de Pájaro Jaguar IV, durante un ritual de derramamiento de sangre que se traduce en la aparición de la Serpiente Visión. La Señora Wak Tuun está llevando una cesta que contiene las herramientas utilizadas para el ritual de derramamiento de sangre, incluyendo una espina de raya, cuerda y papel manchado de sangre. La Serpiente de la Visión se desprende de un recipiente que contiene tiras de papel de corteza.
Dintel 16 también se extendió sobre una puerta en el Edificio 21 ahora se encuentra en el Museo Británico. Fue esculpido en piedra caliza y se colocó inicialmente por encima de la puerta central de la habitación. Muestra a Pájaro Jaguar IV con una lanza y de pie sobre el Señor Vasija Invertida arrodillado. Pájaro Jaguar IV lleva el mismo traje que su padre con el que representa en el Dintel 26, el evento de captura que se muestra en el Dintel 16 tuvo lugar en año 752.

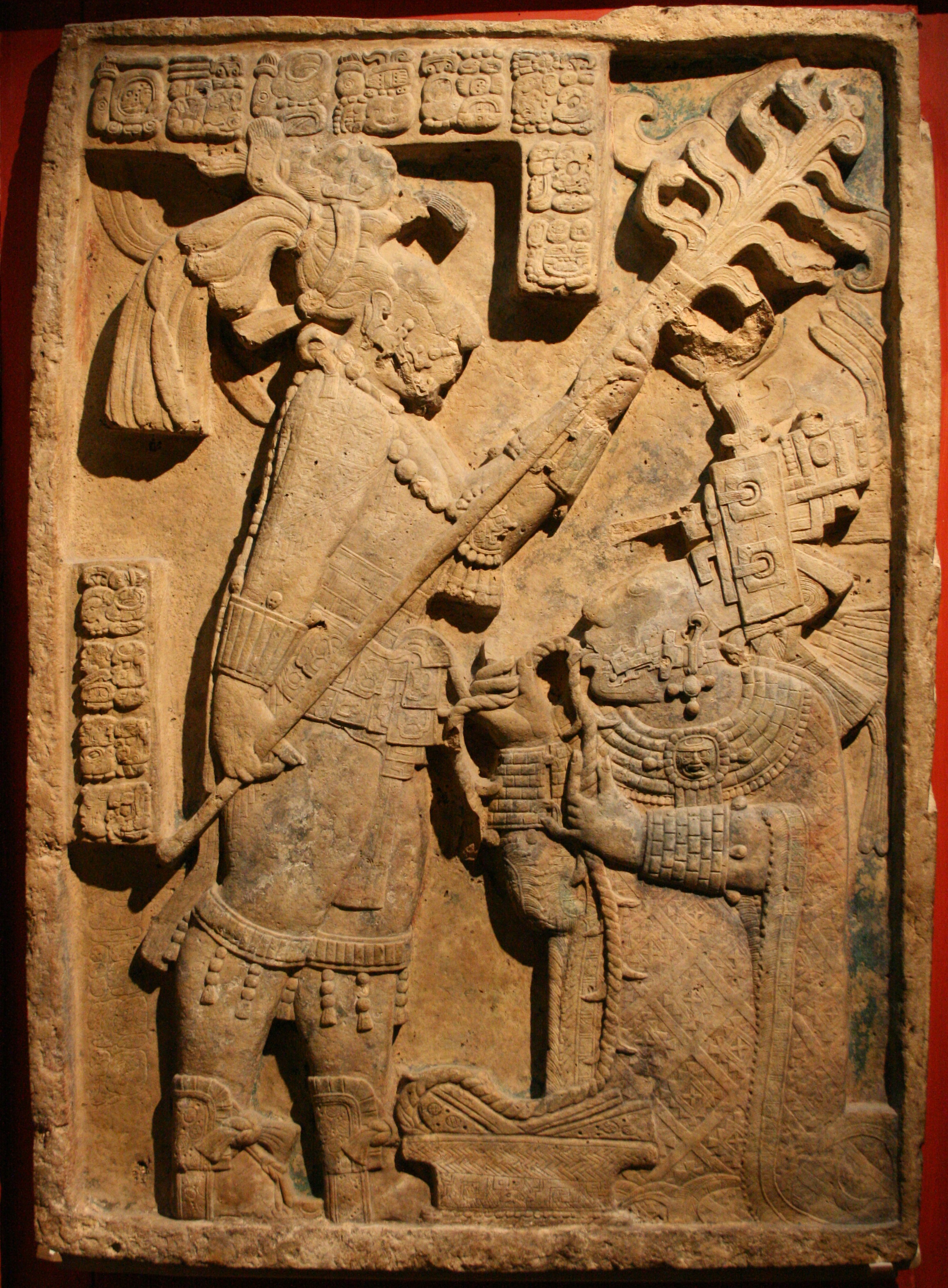
Dintel 24

Dintel 17 fue otro dintel de una puerta del Edificio 21, que se encuentra ahora en el Museo Británico. Está esculpido en piedra caliza y se colocó inicialmente por encima de la puerta noroeste de la habitación central. El dintel representa Pájaro Jaguar IV y su esposa la Señora Mut B'alam participando en un ritual de derramamiento de sangre. El gobernante observa mientras que su esposa tira de una cuerda a través de su lengua tomando la sangre. Este ritual es recordado por haber tenido lugar ocho días después del evento de captura que se muestra en el Dintel 16.
Dintel 18 es reconocido por la calidad de su talla, formaba parte del Edificio 22 actualmente es exhibido en el Museo Nacional de Antropología en Ciudad de México. Data del Clásico Tardío aunque no fue posible determinar la fecha de conmemoración, la palabra "bak" (prisionero) está escrita en los cartuchos B2, B3, B4, B5 por lo tanto los cartuchos A2, A3, A4, A5 deben ser los nombres de los prisioneros, la palabra Ah Tsi-ba (señor escriba) aparece en el cartucho D4 por lo tanto los cartuchos C5-D5 deben ser los nombres de los escribas.
'Dintel 24' está esculpido en piedra caliza y es considerada como una obra maestra del Arte maya. Es uno de una serie de tres dinteles del Edificio 23, se colocó por encima de la puerta sureste. Se muestra un ritual de derramamiento de sangre que se llevó a cabo por Escudo Jaguar II y su esposa la Señora K'ab'al Xook, se colocó al gobernante sosteniendo una antorcha encendida por encima de su esposa, que tira de una cuerda de punta a través de su lengua. Un libro en forma biombo se encuentra en una cesta delante de la princesa. El dintel tiene trazas de pigmentos rojo y azul maya. La ceremonia representada en la escultura tuvo lugar el 28 de octubre 709. El Dintel 24 se retiró al final del siglo XIX y ahora está en exhibición en el Museo Británico.

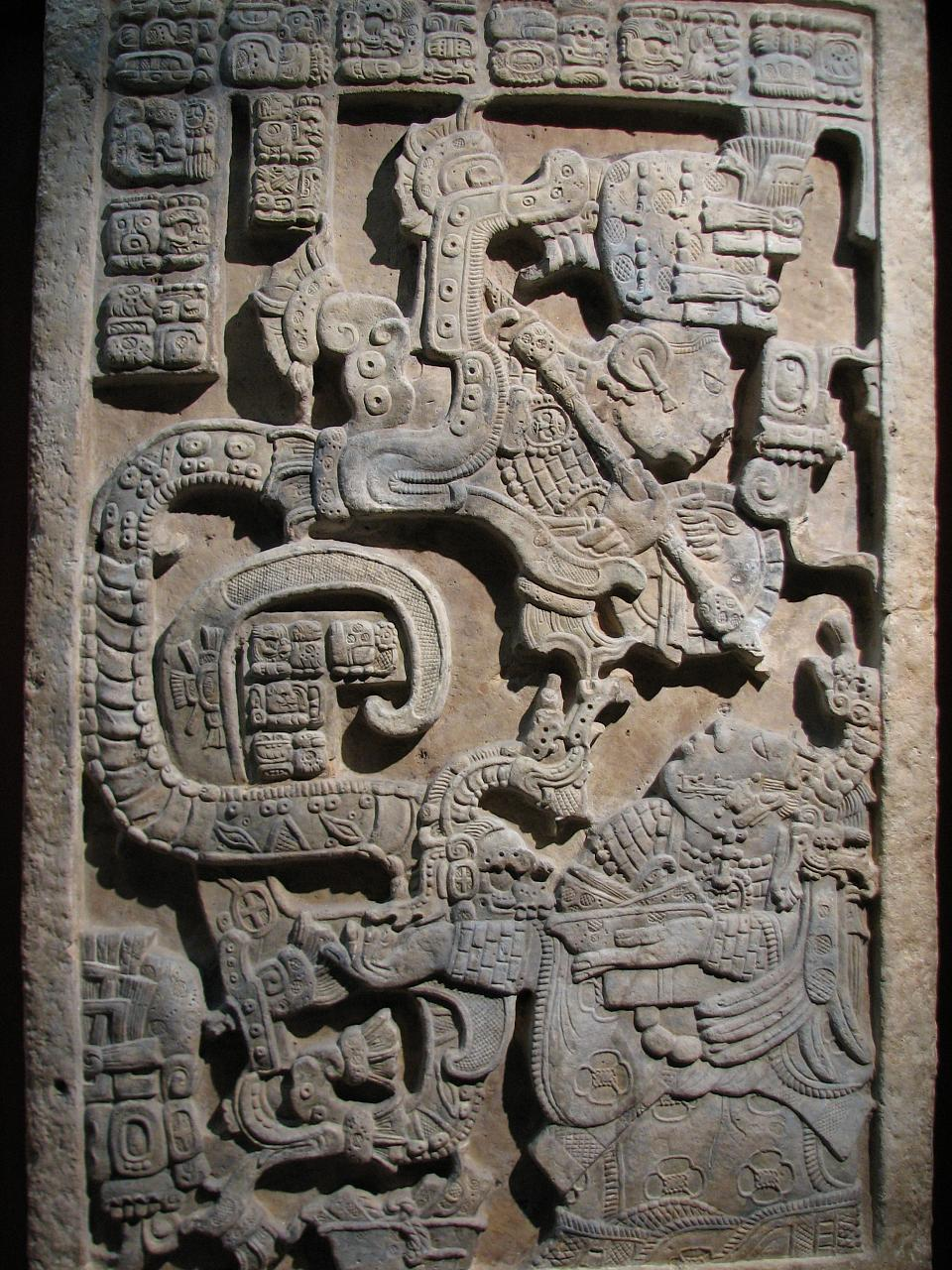
Dintel 25

Dintel 25 inicialmente se colocó por encima de la puerta central del Edificio 23. Fue tallado de la piedra caliza durante el reinado de Escudo Jaguar II y muestra la Señora Xook invocando la Serpiente Visión para conmemorar la adhesión de su marido al trono. La Señora Xook sostiene un cesto que contiene los artículos ensangrentados que consisten en una espina de raya y papel manchado de sangre. La Visión Serpiente que ascendente ante ella tiene dos cabezas, una en cada extremo, de la boca de uno emerge un guerrero, de la otra emerge la cabeza Tláloc, el dios del agua de la distante metrópoli de Teotihuacán en el Valle de México. La inscripción jeroglífica en el dintel es inusual, invirtiéndose como si estuviera destinado a ser leída en un espejo, a pesar de la importancia de este su significado es desconocido. Al igual que el Dintel 24 y el Dintel 25 se retiró a finales del siglo XIX y ahora está en exhibición en el Museo Británico. Los acontecimientos descritos en el dintel se describen que tuvieron lugar "frente al agua de Siyan Chan", una referencia a la plaza principal de la ciudad que se encuentra en la orilla del Río Usumacinta.
'Dintel 26' fue el tercero de la serie, situado por encima de la puerta del Edificio 23, actualmente se encuentra en el Museo Nacional de Antropología en Ciudad de México. Se remonta al año 726 y lleva un retrato de Escudo Jaguar II.
Dintel 29 se colocó en el Edificio 10, en la Gran Plaza. Es parte de una serie de tres dinteles que llevan unos textos jeroglíficos que se complementan entre sí, detallando el nacimiento y la ascensión de Pájaro Jaguar IV.
Dintel 30 es parte de la serie dinteles tallados con un conjunto de textos jeroglíficos en el Edificio 10.
Dintel 31 es otra parte de la serie de tres dinteles jeroglíficos colocado en el Edificio 10.
Dintel 32 fue dedicado a los padres de Pájaro Jaguar IV el 28 de octubre del 697 muestra a Escudo Jaguar II sosteniendo un cetro con la representación del Dios K'awiil y a la Señora Ik Cráneo quien va vestida con huipil y capa y sostiene un bulto de papel amate. El Popol Vuh dice que el "bulto de poder" se entrega a los gobernantes. Actualmente se encuentra en el Museo Nacional de Antropología en Ciudad de México.
Dintel 35 fue encontrado por Alfred Maudslay entre los escombros del Edificio 12 y ahora se conserva en el Museo Británico. Fue esculpido en piedra caliza en el siglo VI bajo el gobierno de K'inich Tatb'u Cráneo II y graba una serie de victorias la derrota de la gran ciudad de Calakmul.
Dintel 38, Dintel 39 y Dintel 40 han sido colocados en sus posiciones originales en el Edificio 16 en la Gran Plaza. A diferencia de la mayoría de los otros dinteles de Yaxchilán, estos están esculpidas en sus bordes en vez de la parte inferior.
Dintel 41 se colocado por encima de la puerta sur del Edificio 42 en la Pequeña Acrópolis. Se había caído y roto en dos pedazos cuando Alfred Maudslay lo encontró en el siglo XIX. La sección superior está en exhibición en el Museo Británico, la sección inferior está dañada. El dintel fue tallado en piedra caliza y es uno de una serie de dinteles fijados en la misma estructura que celebran las victorias de Pájaro Jaguar IV. El gobernante se muestra preparándose para una batalla que tuvo lugar en el año 755, lleva un tocado que incluye un penacho del Dios Mariposa de Teotihuacán y su esposa le entrega una lanza, ella es la Señora Wak Jalam, Chan Ajaw originaria del sitio de Motul de San José, en la región del Petén en Guatemala.
Dintel 42 muestra una escena en la que el gobernante Pájaro Jaguar IV lleva un tocado y está ataviado con plumas, mantiene un cetro de poder en su mano derecha y a otro personaje de menor rango llamado Kan Toc portando un hacha en su mano derecha.
Dintel 43 muestra a Pájaro Jaguar IV junto con una de sus esposas la Señora Mut B’alam en una escena de autosacrificio para invocar a la Serpiente Visión realizada el 12 de octubre del 752. Actualmente se encuentra en el Museo Nacional de Antropología en Ciudad de México.
Dintel 45 muestra la captura y sumisión de Aj Nik el 21 de febrero del 681. Tomado del cabello, parece que casi besa el escudo de algodón de su captor Escudo Jaguar II.
Dintel 47 junto con el Dintel 48 eran un solo texto, en el que se registra el tiempo transcurrido desde la Fecha Era (13 de agosto de 3114 a. C.) (13.0.0.0.0, 4 ajaw 8 kumk'u) hasta el 11 de febrero del 526 d. C. fecha en que se celebraron rituales para invocar a deidades nombradas en los cartuchos D3-D4, destacando: Sol jaguar de la noche, el de la guerra (jaguar decapitado) y el dios Solar (el de día). Actualmente se encuentra en el Museo Nacional de Antropología en Ciudad de México.
Dintel 48 junto con el Dintel 47 forman parte de un conjunto que narra la historia de la dinastía de Yaxchilán. El inicio de la cuenta larga del tiempo está representado por medio de glifos llamados "variantes de cabeza" y de "cuerpo entero". Los números son cabezas de deidades y los periodos son figuras de animales como el mono que representa a k'in (sol, día) y que en una mano lleva la cabeza del dios 6; debajo esta la cabeza del dios de la muerte que representa el numeral 10. El conjunto se lee como 16 k'ines (16 días).

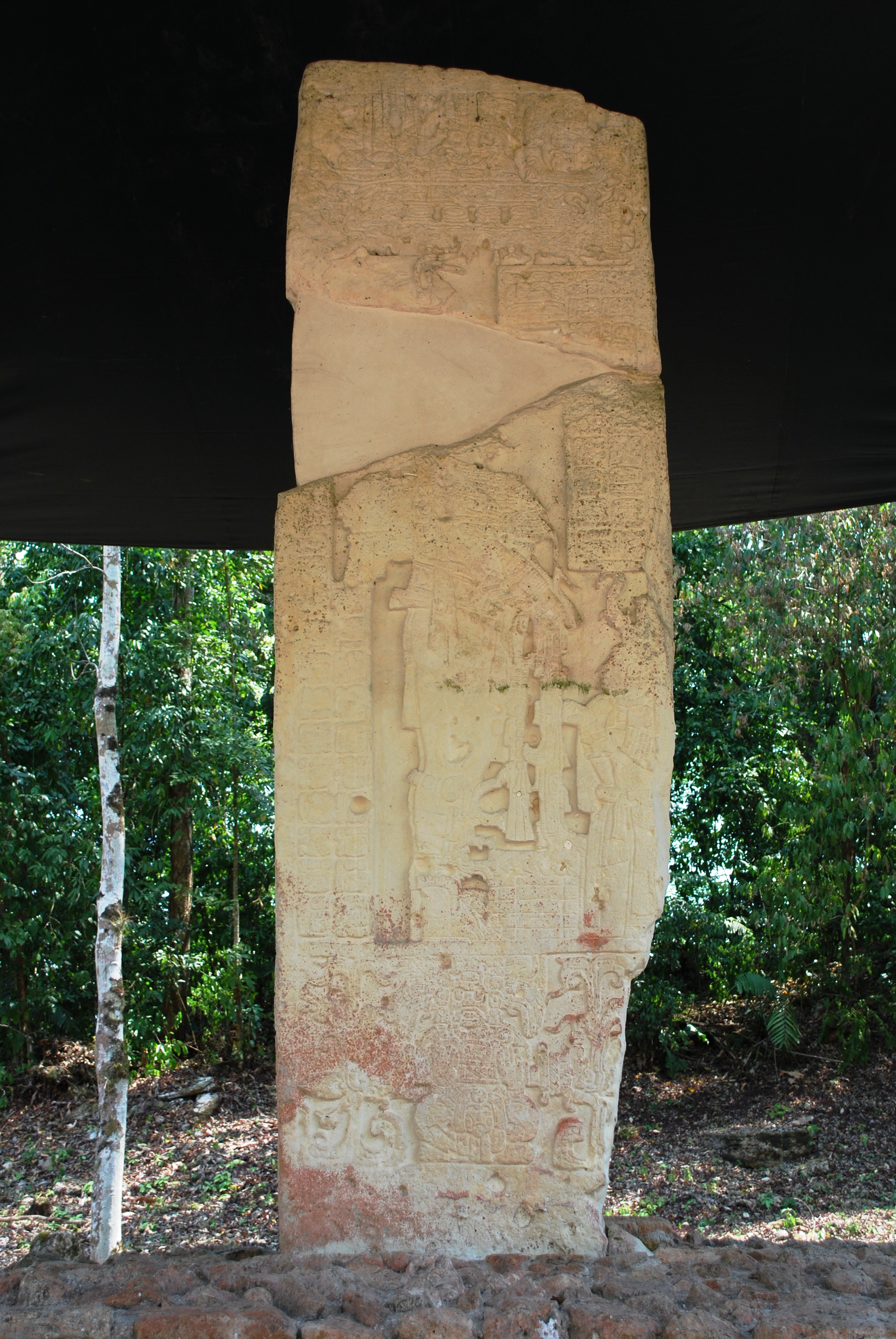
Estela 1

Dintel 50 se colocó en el Edificio 13, en la Gran Plaza.
Dintel 54 fue erigido por Escudo Jaguar III el 8 de abril del 756 en honor a sus padres Pájaro Jaguar IV y la Señora Gran Cráneo, quienes conmemoraron el final de un periodo, cuando en el Calendario maya se cerraban uno o varios ciclos. Actualmente se encuentra en el Museo Nacional de Antropología en Ciudad de México.
Dintel 55 muestra a dos personajes no identificados realizando el ritual de la Serpiente Visión de cuyas fauces emerge un rostro. Actualmente se encuentra en el Museo Nacional de Antropología en Ciudad de México.
Dintel 58 pertenece al hijo de Pájaro Jaguar IV, Escudo Jaguar III, aquí lo podemos ver sosteniendo un cetro del Dios K'awiil, frente a él se encuentra el Señor Gran Cráneo, quien lleva un hacha en la mano derecha y en la izquierda un escudo solar elementos asociados a la guerra. Actualmente se encuentra en el Museo Nacional de Antropología en Ciudad de México.
Dintel 60 permanece en su posición original en el Edificio 12. Fue descubierto durante las excavaciones de la estructura en 1984.

#### Estelas
Estela 1 se ubica sobre un basamento bajo en la parte central de la Gran Plaza y su cara principal se orienta hacia el Edificio 33, creando un verdadero diálogo entre edificio y monumento, se divide en tres discursos en la sección central se representa a Pájaro Jaguar IV en una ceremonia de dispersión en el año 761 y junto a él esta otro personaje más pequeño; en la sección superior sobre una barra celeste están sentados sus padres flanqueando hacia Kin, el Dios Sol; en la sección inferior otra vez aparece Kin con una gran barra ceremonial. Las otras tres caras, también están labradas aunque muy erosionadas. A los lados se encuentran dos esculturas una representa a un cocodrilo y la otra a un jaguar, y a poca distancia se encontraron los retos de un trono.
Estela 2 está sobre la más baja de las terrazas sobre la monumental escalera que conduce a al Edificio 33. Esta gravemente deteriorada y data del año 537.

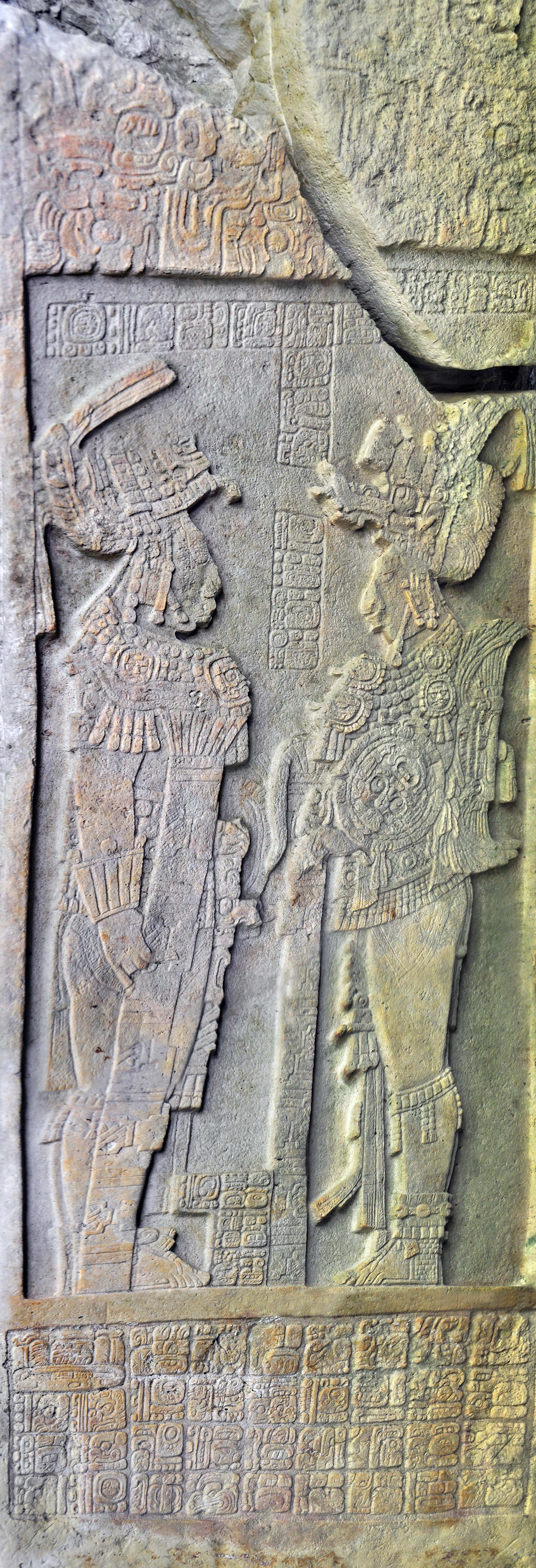
Estela 11

Estela 3 se encuentra en una plataforma en el centro de una plaza por el Edificio 20. Fue destruida intencionalmente desde época prehispánica tuvo que ser restaurada y el monumento fue re-erigido. Estuvo labrada con escenas de carácter religioso y político y a pesar de su destrucción las fechas que presenta la asocian al gobierno de Pájaro Jaguar III.
Estela 5 está enfrente de una terraza sobre la que está el Edificio 20. La parte superior de este monumento representa a Escudo Jaguar II.
Estela 6 se pone delante de la terraza que soporta el Edificio 20. Está en gran parte intacta y representa a Pájaro Jaguar III quien gobernó en el siglo VII.
Estela 7 fue gravemente dañada, se rompió en varios fragmentos. El monumento ahora se ha vuelto a montar y la escultura que sobrevive es de excelente calidad. La estela se pone delante de una terraza por debajo del Edificio 20 representa a una figura arrodillada, probablemente data del año 771 vinculándola al gobierno de Escudo Jaguar III.
Estela 9 representa a Pájaro Jaguar IV cuyo atuendo incluye una capa de plumas, por la inscripción sabemos que participó en una danza aunque el deterioro de los glifos nos impide fijar con certeza la fecha del acontecimiento. Actualmente se encuentra en el Museo Nacional de Antropología en Ciudad de México.
Estela 10 está labrada por ambos lados, en la escena principal se muestra a Pájaro Jaguar IV acompañado por una de sus esposas y dos guerreros; en la otra cara en la parte superior aparecen los padres del gobernante y entre ellos el Dios solar, debajo esta la serpiente de dos cabezas de cuyas fauces emergen los dioses, su cuerpo está formado por signos asociados al cielo, por lo que también se le llama la banda celeste. Actualmente se encuentra en el Museo Nacional de Antropología en Ciudad de México.
Estela 11 originalmente se encontraba frente al Edificio 40. La estela se retiró en 1964 y enviada río arriba por el Río Agua Azul para ser transportada a la Ciudad de México para su exhibición en el Museo Nacional de Antropología. Sin embargo, era demasiado pesada para el vuelo y fue devuelta a Yaxchilán en 1965 y ahora se encuentra recostada a la orilla del río. Está labrada por ambos lados, en la parte hoy visible se representa una transferencia de poder de Escudo Jaguar II a Pájaro Jaguar IV, en la parte no visible tiene como escena central a Pájaro Jaguar IV de pie con una máscara del Dios solar y con tres cautivos a sus pies, en la parte superior de esta escena se encuentran los padres de Pájaro Jaguar IV. Las figuras y el panel jeroglífico acompañante están muy bien conservados. Hay varias fechas inscritas en la estela siendo la más temprana a principios de año 741. La estela está rota en dos partes.

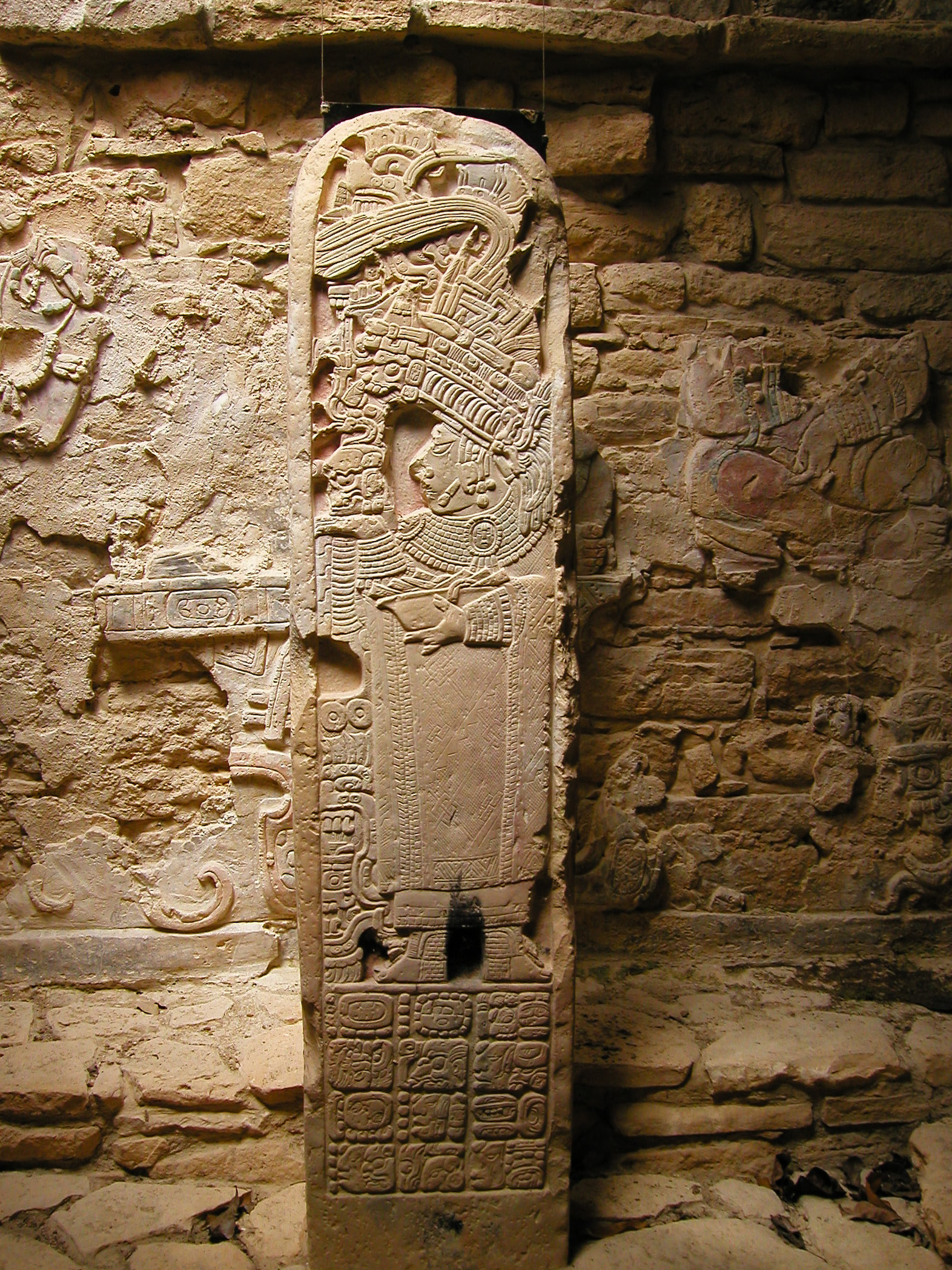
Estela 35

Estela 18 representa a Escudo Jaguar II victorioso de pie sobre un cautivo arrodillado, quien es identificado como Aj Popol Chaj, el señor gobernante de Lacanjá evento conmemorado el 23 de julio del 677. Actualmente se encuentra en el Museo Nacional de Antropología en Ciudad de México.
Estela 27 se ha vuelto a erigir frente al Edificio 9 en la Gran Plaza. El monumento data del 514 y representa a Jaguar Ojo de Nudo I. Esta estela es la más antigua conocida de Yaxchilán. La Estela 27 es particularmente notable porque fue deteriorada en la antigüedad y posteriormente restaurada en el Clásico Tardío, con un sustancial re-trabajo en el tercio inferior de la estela que data de la época de Pájaro Jaguar IV.
Estela 31 se encuentra a poca distancia frente al Edificio 33. Es un monumento particularmente inusual porque está esculpido en una estalactita. No tiene fechas inscritas, solo tres figuras grabadas y algunos jeroglíficos.
Estela 33 es un monumento fragmentado que fue descubierto durante las excavaciones de la plataforma sobre la que se apoyó la Estela 3.
Estela 35 es un monumento excepcionalmente bien conservada encontrado durante las excavaciones del Edificio 21 en 1983. La estela data del Clásico Tardío es bastante pequeña y representa a Señora Ik Cráneo, madre de Pájaro Jaguar IV.

## Gobernantes
| Nombre                                                                 | Escritura Glífica                       | Periodo de Gobierno                                             | Familiares |
| ---------------------------------------------------------------------- | --------------------------------------- | --------------------------------------------------------------- | --- |
| Yoaat o Yopaat B’alam I (Progenitor Jaguar) Pene Jaguar, Yat B’alam    | yo?-A:T-BALAM                           | 23 de julio del 359? (8.16.2.9.1? Imix? 14 Sotz’) al ?          | |
| Escudo Jaguar I (Itzamnaaj B’alam I) Deidad Jaguar, Jaguar GIII        | ITZAMNA:J B’ALAM                        | ?                                                               | |
| Pájaro Jaguar I (Yaxun B’alam I)                                       | ya-?-B’ALAM                             | 6 de octubre del 378? (8.17.1.17.16? 2 Kib 14 Mol) al 389       | |
| Yax Cráneo Asta de Venado (Cráneo Primer Cuerno)                       | YAX-?-JOLO:M                            | 20 de octubre del 389? (8.17.13.3.8? 4 Lamat 11 Ch’en?) al 402? | |
| Gobernante 5                                                           | ?-B’ALAM                                | 27 de septiembre del 402? (8.18.6.5.13? 10 Ben? 11 Mol) al ?    | |
| K’inich Tatb’u Cráneo I (Mahk’ina Tah Cráneo I)                        | K’INICH ta?-b’u-JOLO:M?                 | ?                                                               | |
| Cráneo Luna                                                            | ha-?-JOLO:M?                            | 454 al 467                                                      | |
| Pájaro Jaguar II (Yahun B’alam II)                                     | ya-?-B’ALAM                             | 20 de noviembre del 467? (9.1.12.7.8.2 Lamat 1? Keh) al ?       | Esposa: Señora Chuwen Hijos: Jaguar Ojo de Nudo I K’inich Tatb’u Cráneo II                                                                                    |
| Jaguar Ojo de Nudo I                                                   | JOY [B’ALAM] (Jaguar Amarrado)          | 508? al 518                                                     | |
| K’inich Tatb’u Cráneo II (Mahk’ina Tah Cráneo II)                      | K’INICH-ta-(ta)-b’u-JOLO:M?             | 11 de febrero del 526 (9.4.11.8.16 2 Kib 19 Pax) al 537?        | |
| Jaguar Ojo de Nudo II                                                  | JOY [B’ALAM] (Jaguar Amarrado)          | 564? al ?                                                       | |
| Pájaro Jaguar III (Yaxun B’alam III) 6-Tun Pájaro Jaguar               | AJ-6-TU:N-ni-ya-?-B’ALAM-ma             | 15 de septiembre del 629 (9.9.16.10.13 9 Ben 16 Yax) al 669?    | Esposa: Señora Pakal Hijo: Escudo Jaguar II |
| Escudo Jaguar II (Itzamnaaj B’alam II) Escudo Jaguar el Grande         | ITZAMNA:J-B’ALAM                        | 20 de octubre del 681 (9.15.10.17.14 5 Imix 4 Mak) al 742       | Esposas: Señora K’ab’al Xook Señora Sak B’iyaan Señora Ik Cráneo de Calakmul Hijo: Pájaro Jaguar IV                                                           |
| Yoaat B’alam II                                                        | YOA:T? [B’ALAM]-ma                      | 749?                                                            | |
| Pájaro Jaguar IV (Yaxun Balam IV) Pájaro Jaguar el Grande              | ya-?-B’ALAM                             | 29 de abril del 752 (9.16.1.0.0 11 Ajaw 8 Sek) al 768           | Esposas: Señora Gran Cráneo Señora Wak Tuun de Motul de San José Señora Wak Jamal Chan de Motul San José Señora Mut Balam de Hix Witz Hijo: Escudo Jaguar III |
| Escudo Jaguar III (Itzamnaaj B’alam III) Descendiente de Escudo Jaguar | ITZAMNA:J-B’ALAM che-le-TE’ CHAN-K’INCH | 769 al 800?                                                     | Esposa: Señora Ch’ab Ajaw Hijo: K’inich Tatb’u Cráneo III |
| K’inich Tatb’u Cráneo III (Mahk’ina Tah Cráneo III)                    | [K’IN]chi-ni-ta-(ta)-b’u-JOLO:M?        | ? al 808?                                                       | |

## Galería

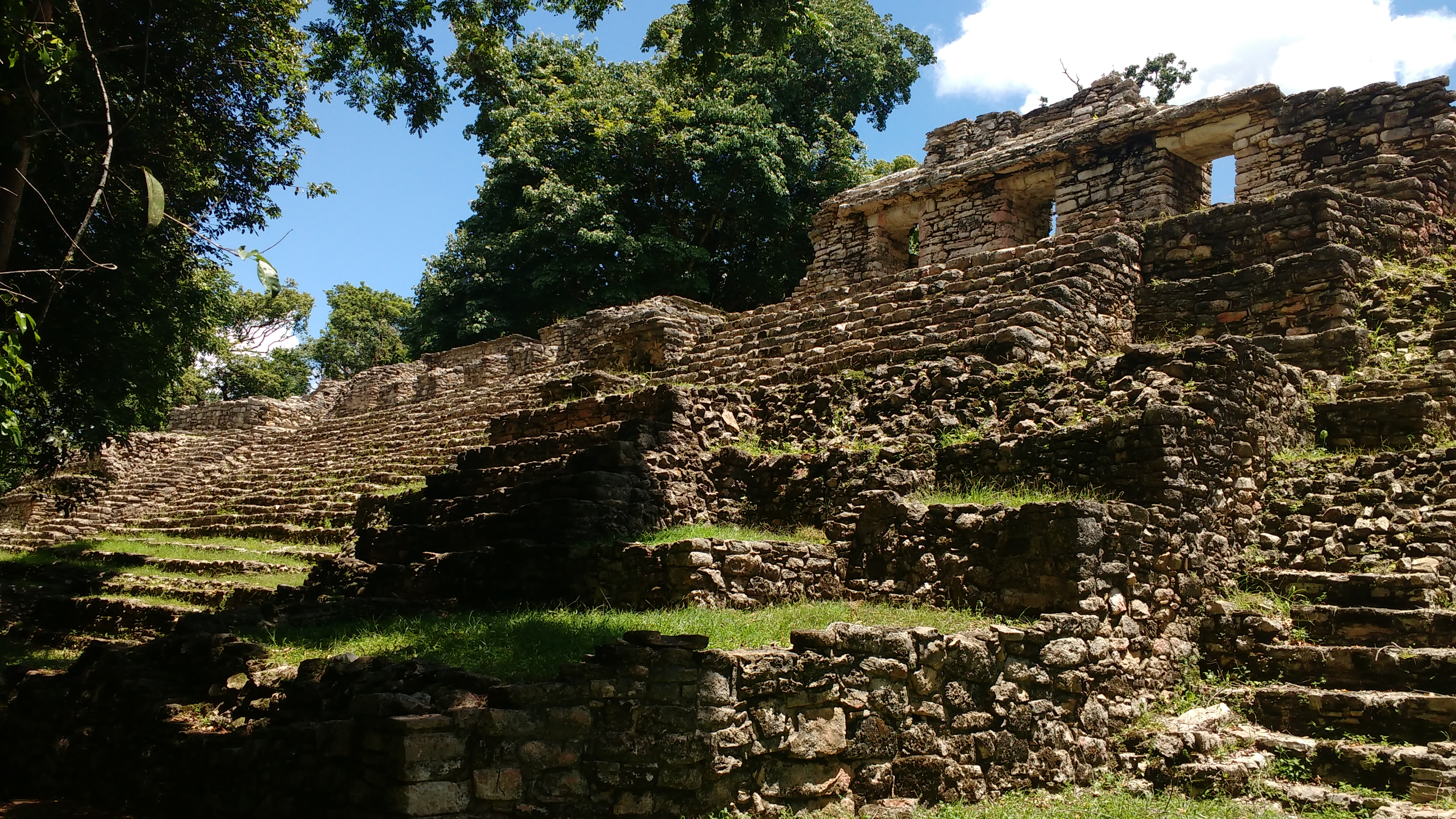
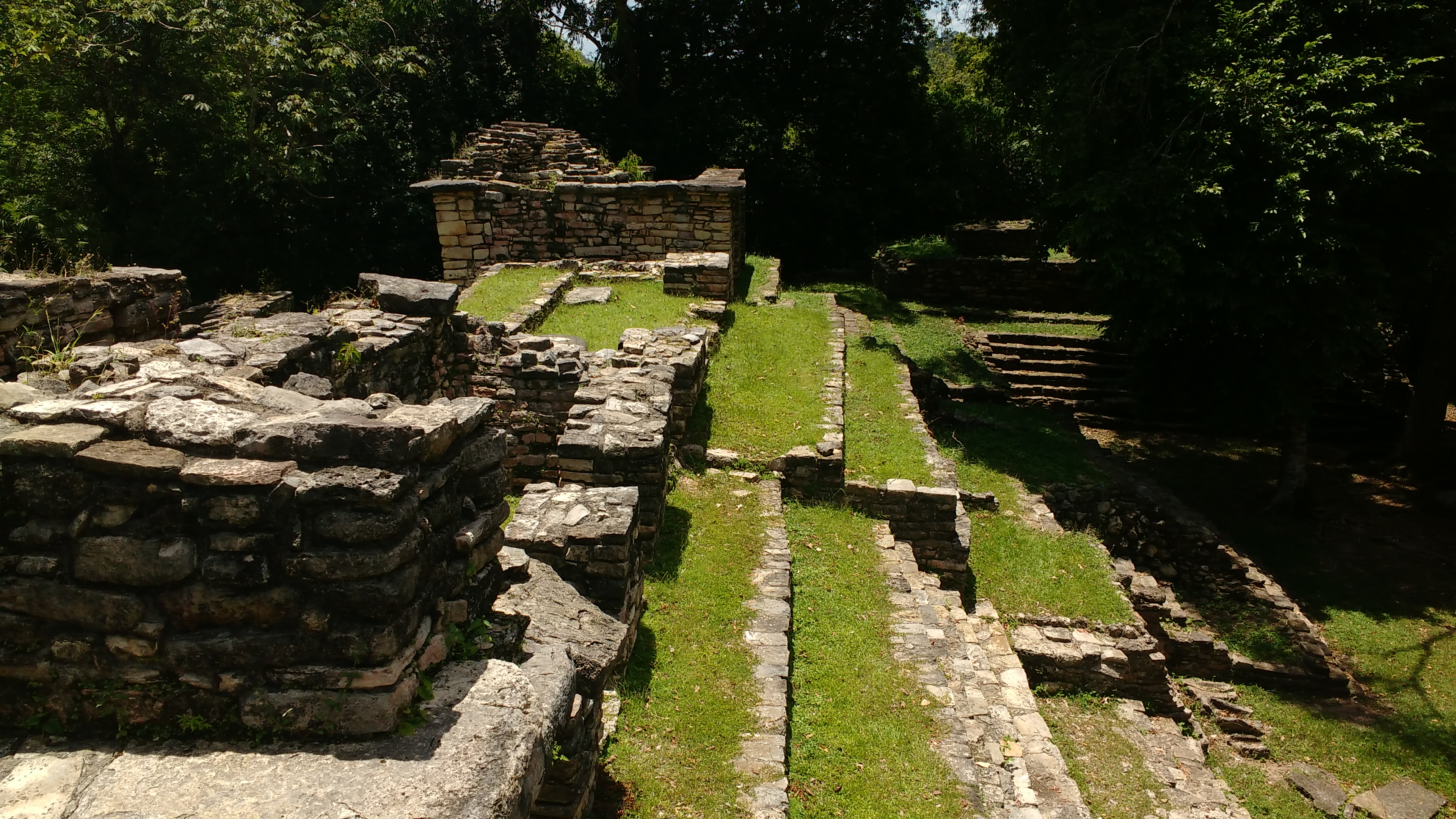
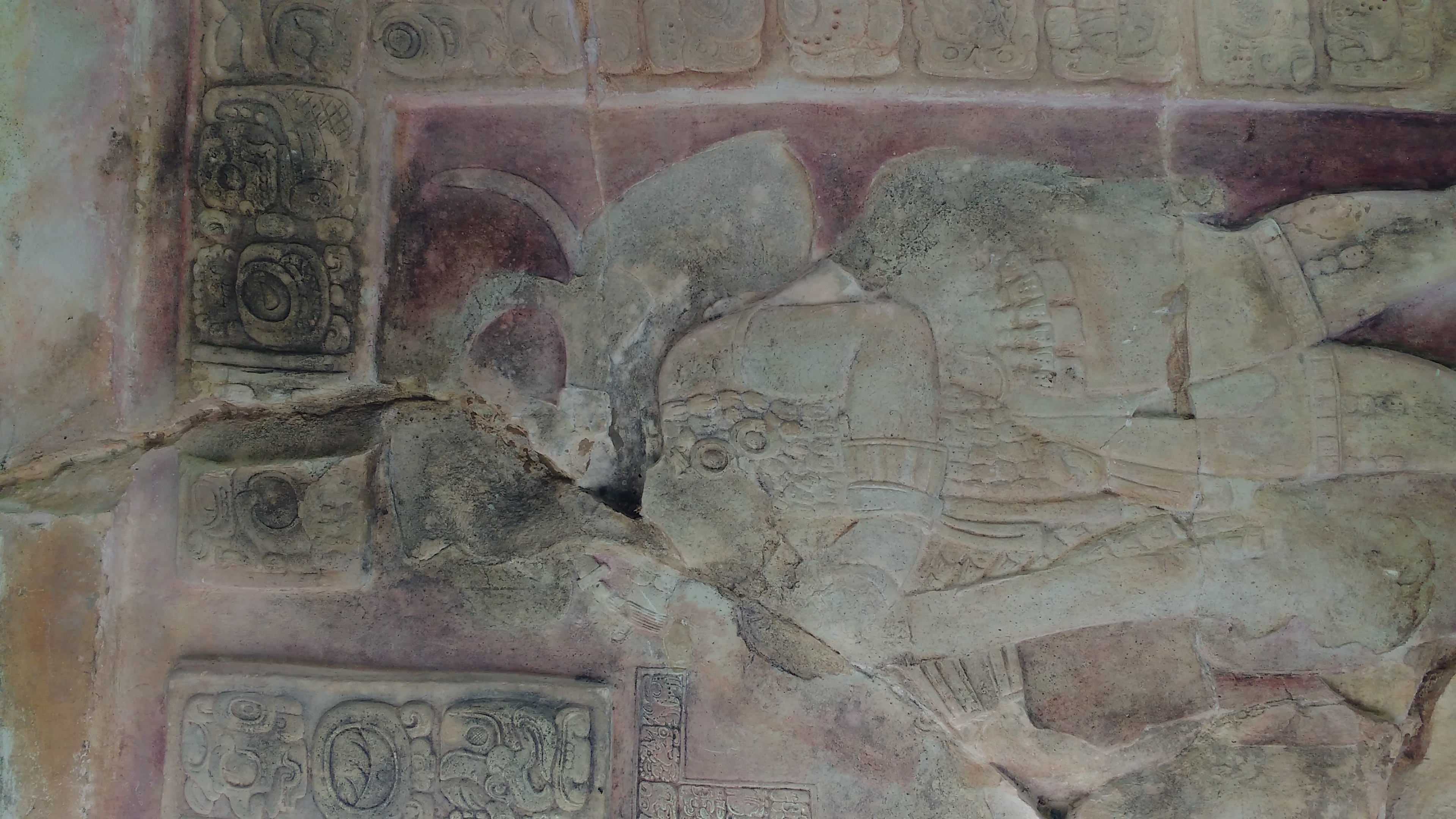
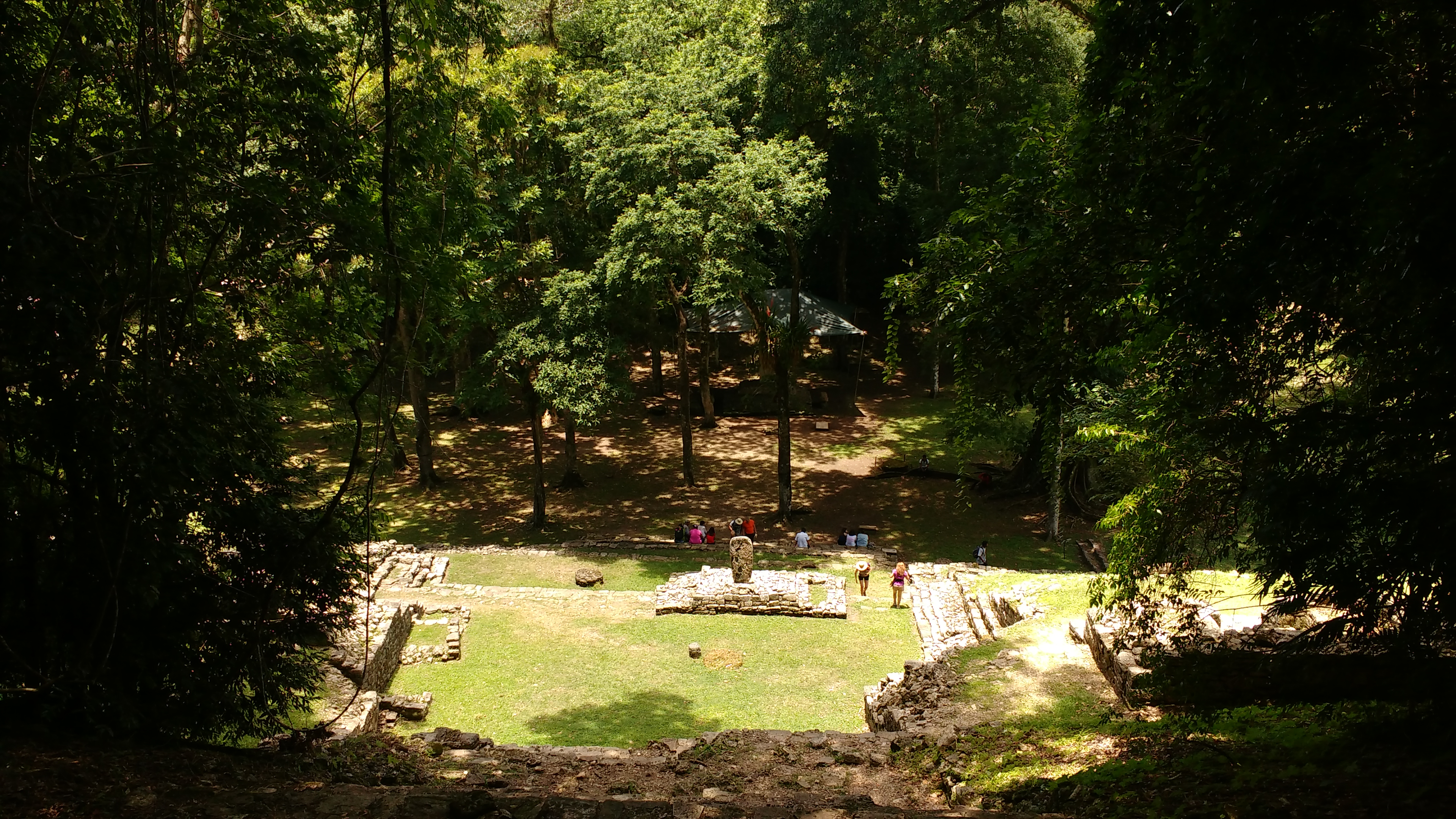
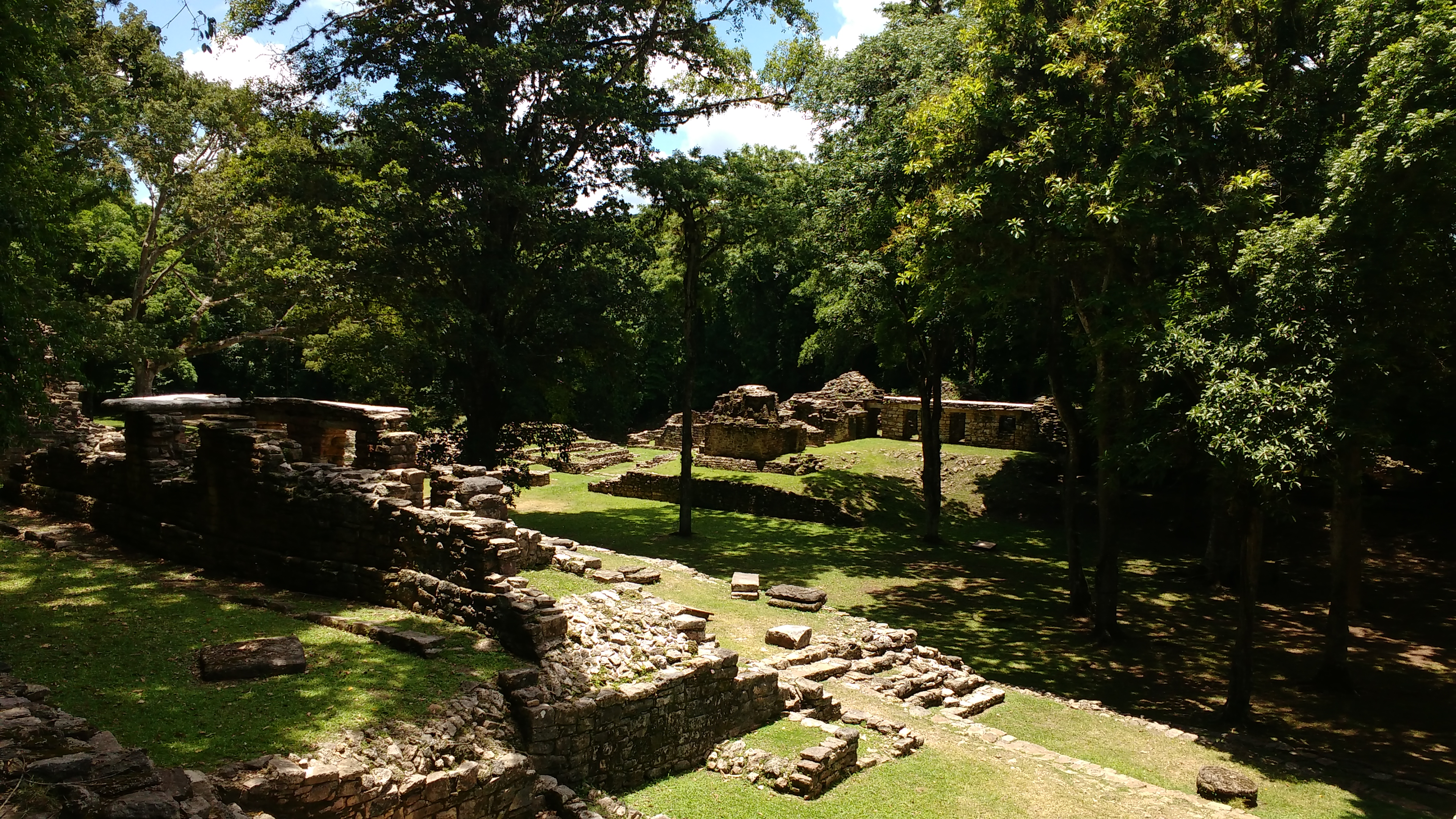
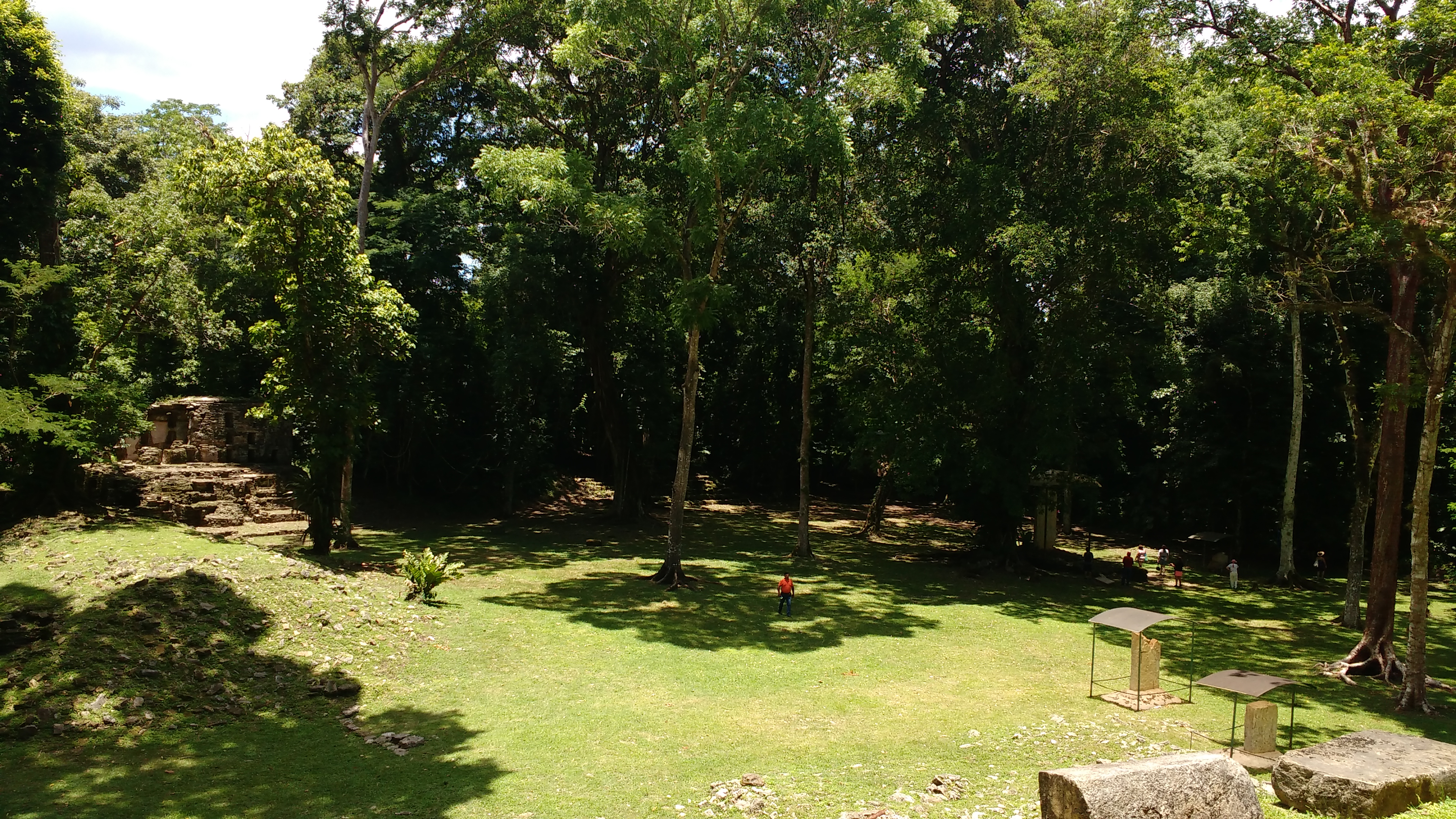
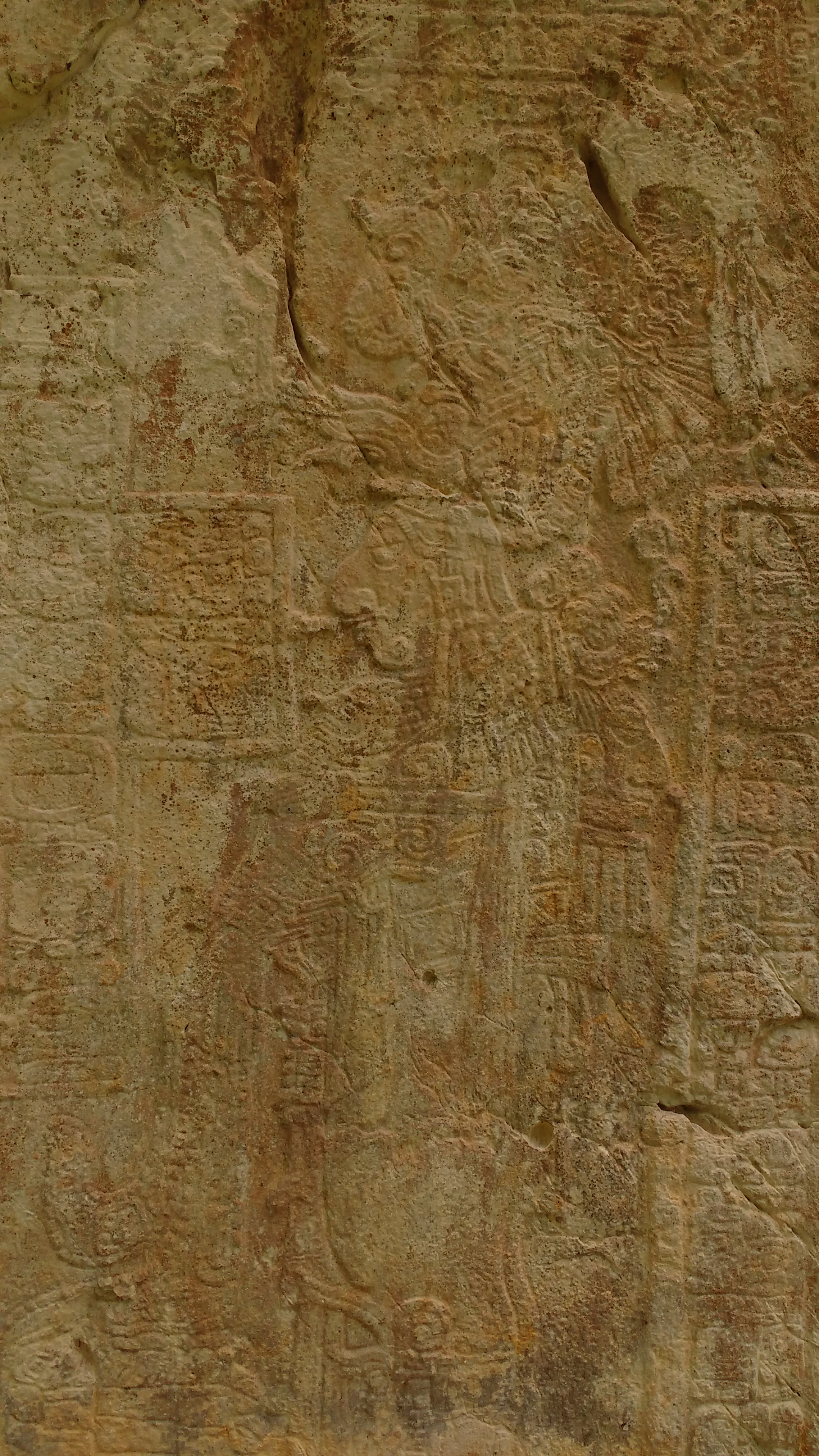
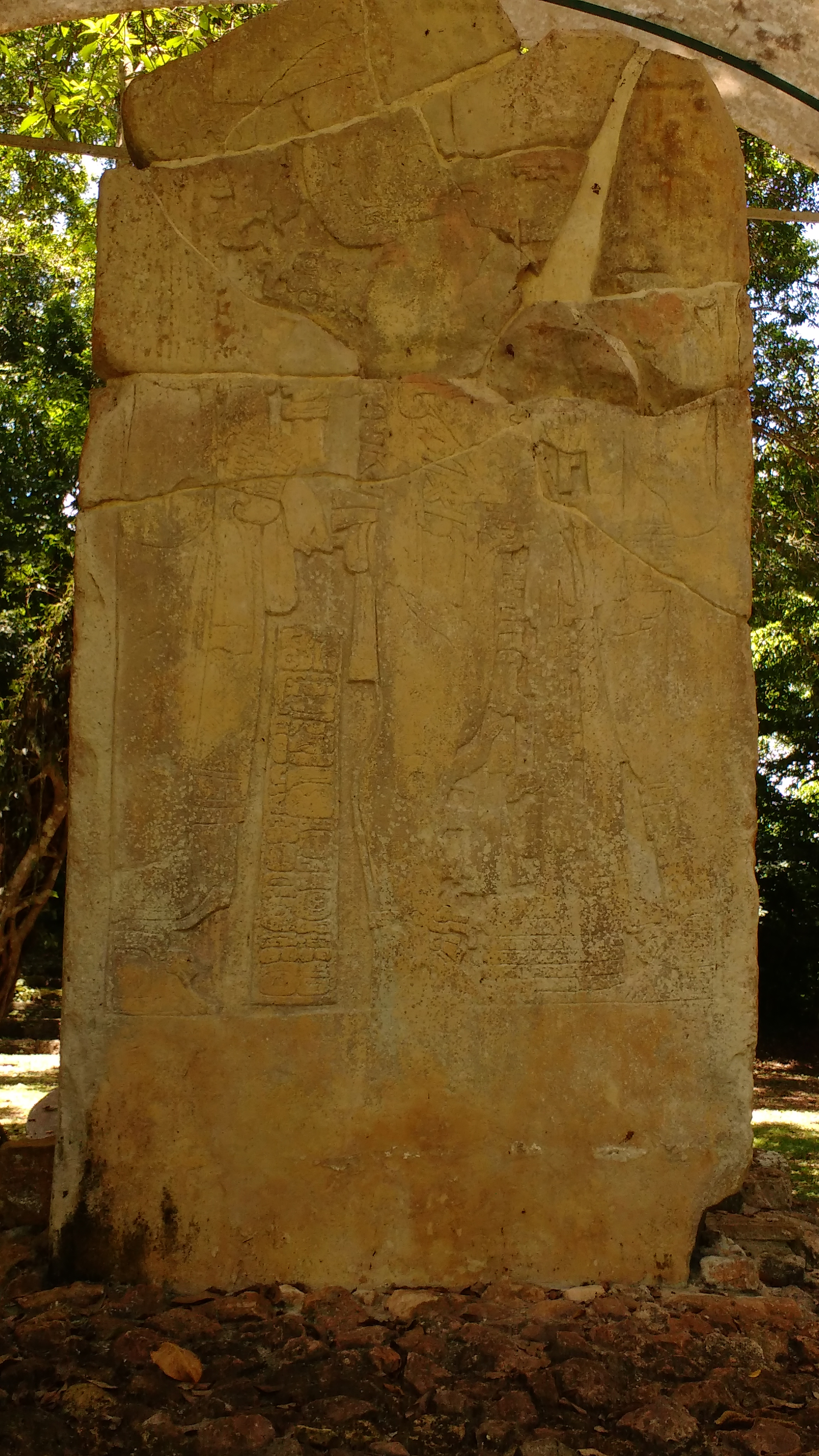
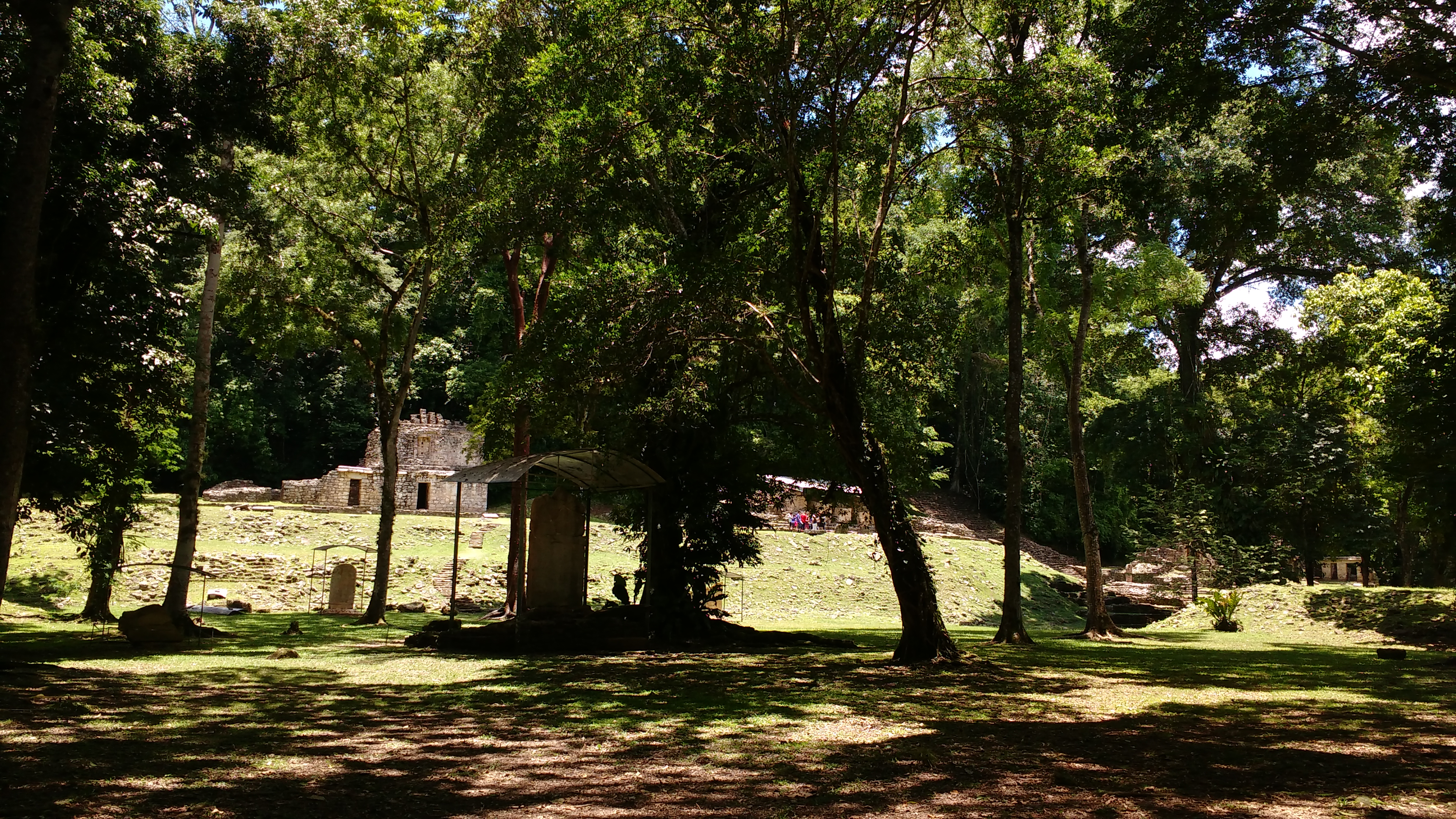
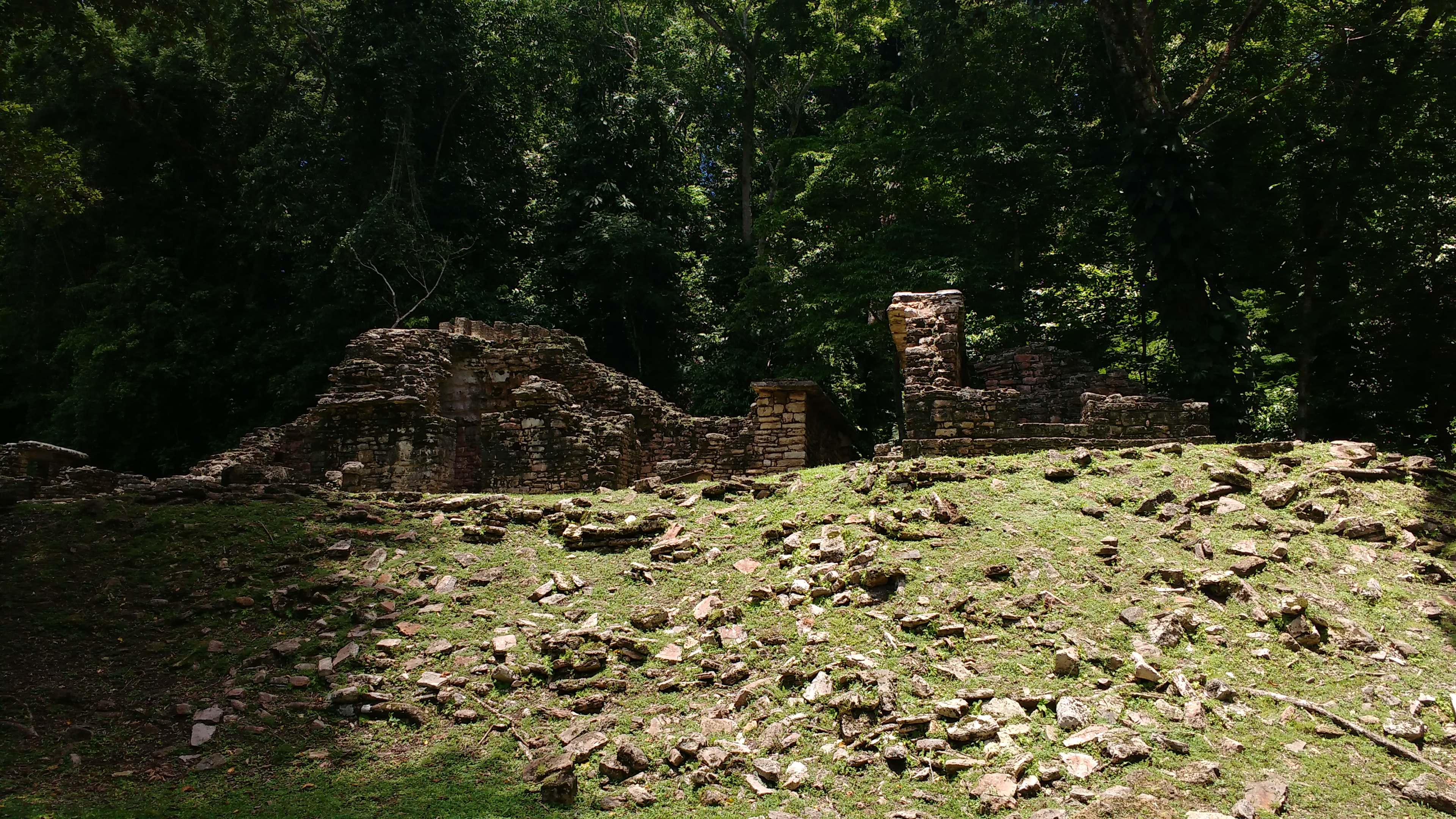
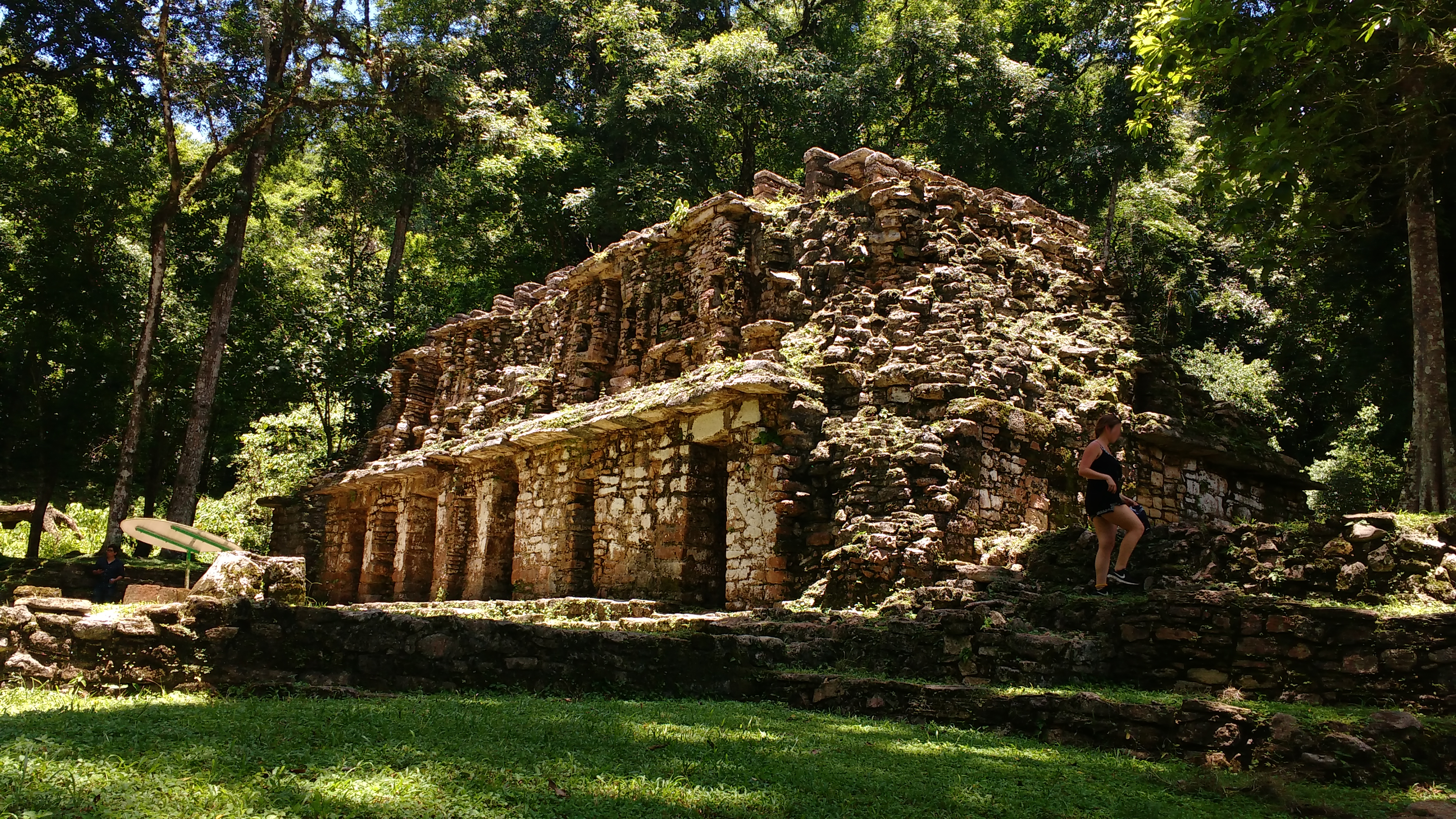
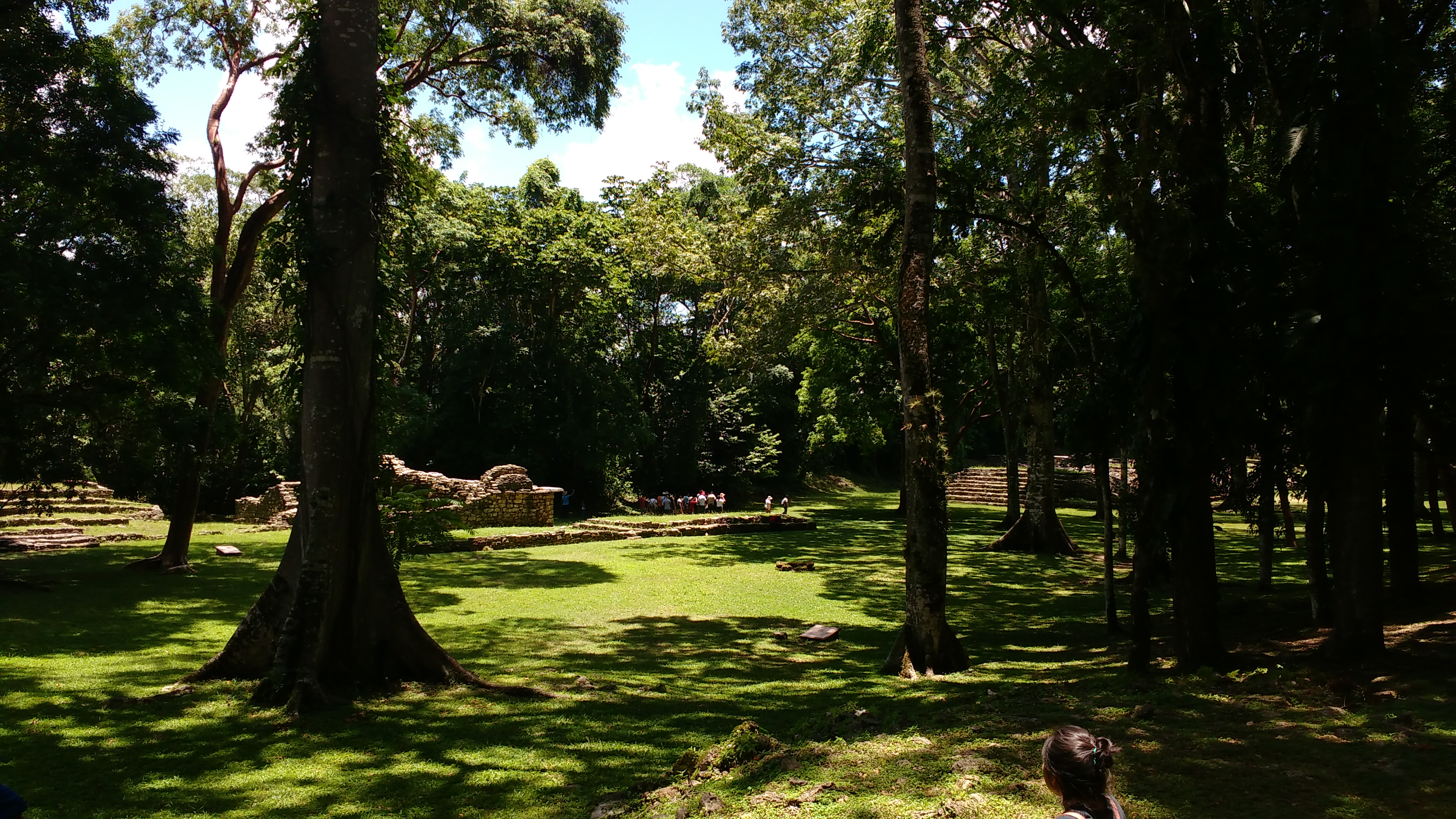